# Horní Libchava
Obec Horní Libchava (v 19. století též Libchava Hořejší, německy Oberliebich, též psáno Ober-Liebich) je obec v okrese Česká Lípa. Byla založena jako lánová ves, jejíž osídlení nepravidelně sledovalo tok potoka Šporka (po roce 1945 nese název Libchava) a průjezdní komunikaci, po roce 1989 se rozšiřující dále do prostoru plochého údolí říčky Libchavy. Dominantu obce tvoří na mírné vyvýšenině ve středu obce tzv. církevní okrsek s kostelem svatého Jakuba Staršího, obklopený ohrazeným hřbitovem, bývalou farou (čp. 62) a budovou bývalé jednotřídní farní školy (čp. 63), dále pak po obvodu doplněný mariánským sloupem a sochou svatého Jana Nepomuckého. Prostor starého hřbitova dotváří hrobka rodiny Vraných a torzo pomníku obětem první světové války.
Na jižním okraji obce se zvedá kuželovitý Viničný vrch, na jehož vrcholu se dochovaly pozůstatky vyhlídkového pavilónu z roku 1889, postaveném na místě středověkého hradu Klinštejn. Na jeho úpatí při soutoku říčky Libchavy a Šporky údolí dominuje areál hornolibchavského zámku. Na století páry upomíná v severním okraji katastru obce zrušené nádraží bývalé železniční trati spojující Českou Kamenici s Českou Lípou s pohledem na nejvýchodnější zalesněný hřbet Českého středohoří s nejvyššími body: Obervald, Češka, Kozlík, Poustevna a Ptačí vrch.
Historii obce psal po tři sta let řád maltézských rytířů a až do vzniku první republiky výhradně zde usedlé německé obyvatelstvo, vysídlené v měsících květnu a červnu 1945, potažmo pak v druhé etapě do konce roku 1947. Komunistický únorový puč přerušil krátké poválečné nadechnutí a odstartoval totalitní období Československé socialistické republiky. Podle českolipských historiků Václava Zemana a Michala Panáčka se obec podařilo dosídlit asi jen ze dvou třetin, „v roce 1950 zde žilo 639 obyvatel, přičemž jejich počet v průběhu druhé poloviny 20. století dále klesal a v roce 1991 dosáhl počtu pouhých 320 obyvatel.” Po stránce urbanistické obec poznamenaly také demoliční akce, jejichž následkem činil počet stavení asi jen polovinu stavu ze 30. let. 20. století.
Severočeská pohraniční obec Horní Libchava, též pro svoji historickou polohu označovaná jako sudetská, leží v Libereckém kraji, okrese Česká Lípa a v přeshraničním regionu Lužická Nisa – Českolipsko. Na severu a severovýchodě sousedí s obcemi Volfartice, Slunečná a Skalice u České Lípy, na severozápadě se Stružnicí, na východě s obcí Manušice, na jihu s Českou Lípou-Dolní Libchavou. V obci žije 872 obyvatel. Obec je členem Svazku obcí Peklo a místní akční skupiny (MAS) LAG Podralsko. Libchavský hudební podzim, pořádaný Spolkem Jakuba Většího, patří mezi nejvýznamnější kulturní počiny roku.

## Historie

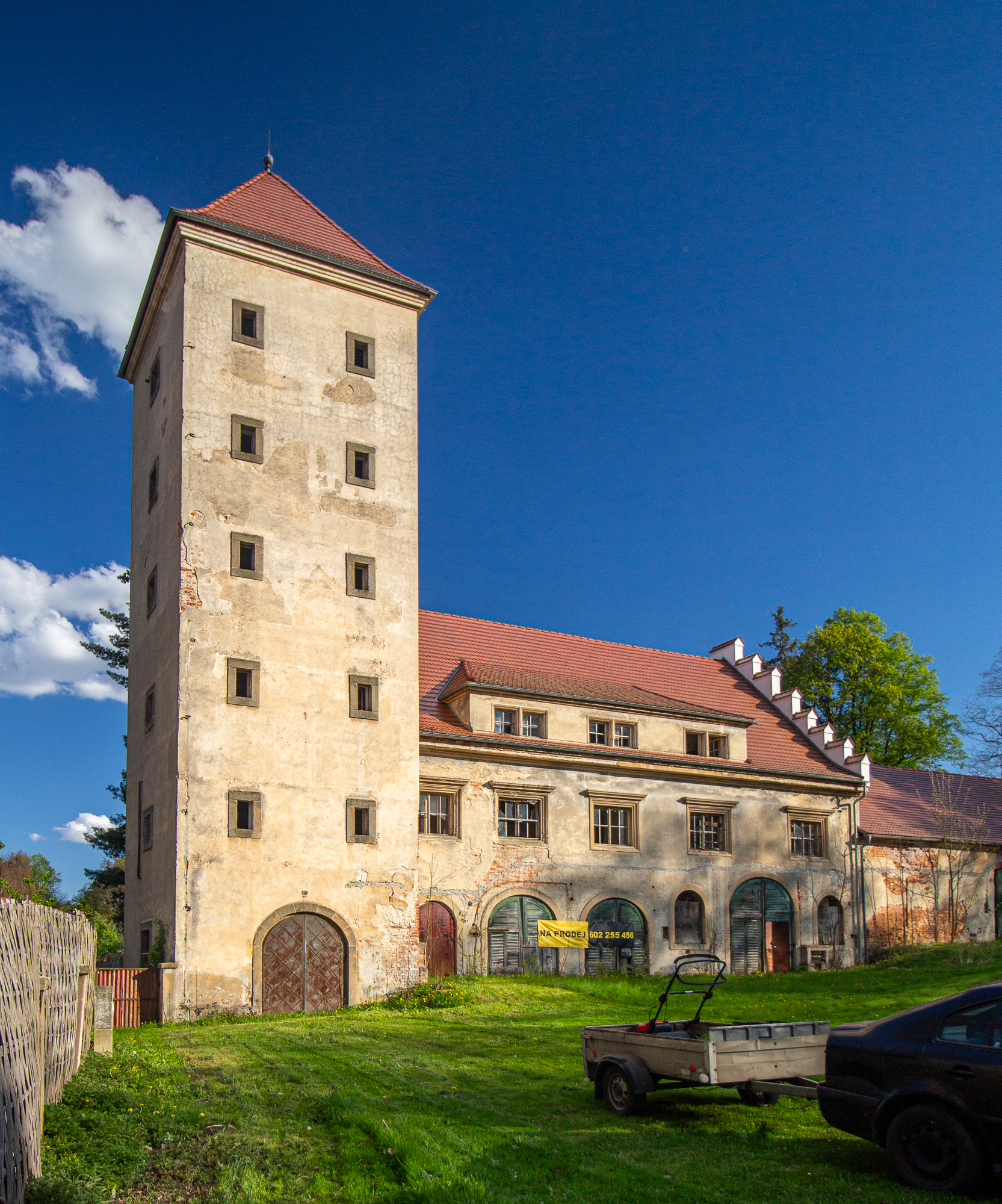
Hospodářské budovy u zámku

Ves v podhradí hradu Klinštejna založil pravděpodobně Záviš ze Stružnice, syn Častolova ml. ze Žitavy. I když se ves s farním kostelem 

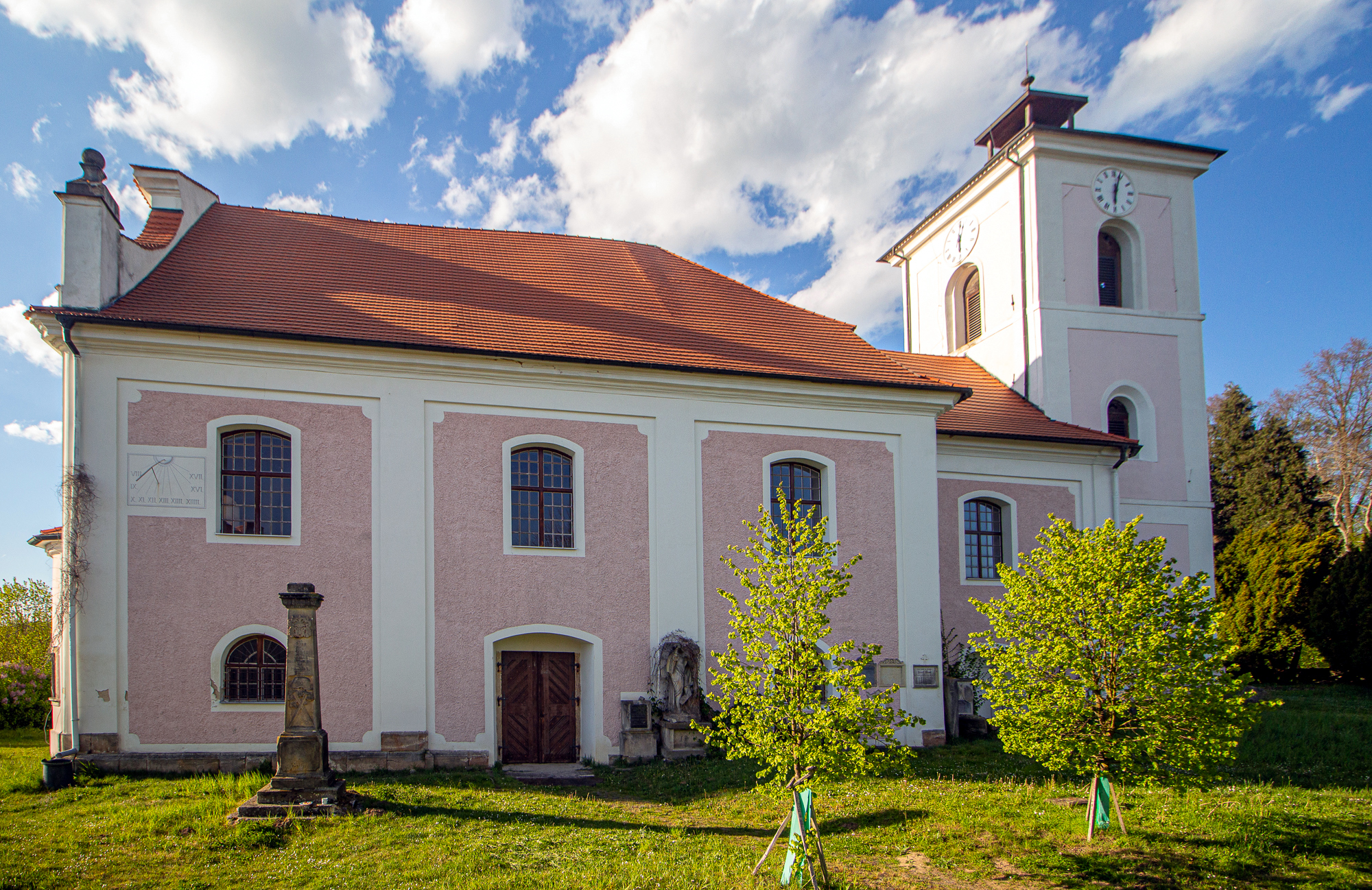
Kostel sv. Jakuba Staršího

poprvé písemně zmiňuje v „Rejstřících papežských desátků” v roce 1352, založena byla pravděpodobně v 70. letech 13. století jako lánová 
ves v době, kdy se Žitava stala výchozím bodem kolonizačního procesu okolního a málo obydleného pohraničního hvozdu. Jako držitelé hradu Klinštejna a Žandova jsou ve 40. letech 14. století v pramenech uváděni Závišovi potomci „Bohuněk z Klinštejna” (1341–1363), „Půta z Klinštejna a ze Žandova” (1339–1343) a „Záviš z Klinštejna” (1363- ?1372). Klinštejnské panství tehdy tvořily obce: Horní a Dolní Libchava, Skalice, Volfartice, Stružnice a Žandov. V průběhu 14. století si početné příbuzenstvo klinštejnské zboží rozdělilo a některé drobné statky přešly do rukou jiných rodů. Dvorec v Horní Libchavě a část Skalice drželi Klinštejnové až do počátku 16. století. Samotný hrad Klinštejn byl už v poslední čtvrtině 14. stol. uváděn jako pustý a je pravděpodobné, že Klinštejnové využívali tvrz v Žandově či v okolních vsích (Stružnice, Volfartice, Libchava). Lidový název vsi „Chotohošť” či „Chotihošť” je zmiňován ve druhé polovině 14. století. V roce 1426 ves vypálili husité a až do roku 1560 byla farnost katolická. Někdy na konci 15. století mělo dojít k opravě kostela a v roce 1499 k dostavbě sakristie.

### Salhausenové
Samostatné hornolibchavské panství zde vzniklo v 16. století, kdy ves s okolím získali luteránští Sahlhausenové (též Salhausenové). Starý německý rytířský rod, pocházející ze Salhausenu nad Sálou u Desavy, který se později usadil na Míšeňsku, vlastnil rozsáhlé majetky podél řeky Labe (Trebischen, Lauenstein, Schieritz, Zschesau, Lohmen a Wehlen zu Meissen). Po smrti Friedricha ze Sahlhausenu († 1480) přešlo dědictví na jeho syna Jiřího (Georg von Sahlhausen). Z manželství Jiřího ze Sahlhausenu pošli synové Hans, Wolf a Friedrich, zastávající horlivě luteránskou víru. Poté, co upadli u kurfiřtů do nemilosti a tímto ztratili i panství Wehlen a Lohmen, se rozhodli odejít na sever Čech. Zde zakoupili v roce 1511 od Mikuláše III. Trčky z Lípy panství Děčín s Vrabínem, Kamenicí a hradem Ostrý.
V roce 1522 si společně nabyté panství rozdělili: Jan (Hans) si ponechal Tetschen (Děčín), Schwaden (Svádov), Grosspriesen (Velké Březno) a Rscheppin (Řepín), Friedrich (Bedřich) držel Bensen (Benešov), Markersdorf, Kamnitz (Kamenici), Bürgstein (Sloup), Scharfenstein (hrad Ostrý) a Sandau (Žandov). Volf (Wolf von Salhausen in Neustadtel † 31. října 1596) byl odškodněn odpovídajícím finančním obnosem. V roce 1543 odprodal Jan své majetky Rudolfovi von Bünau, který už v roce 1515 získal jejich saský hrad a statek Lauenstein. Friedrich v roce 1535 prodal podstatnou část svého panství, městečko Kamenici s příslušenstvím Prokopovi z Vartemberka, za nějž provdal svoji sestru Annu ze Salhausenu (1514–1556). Prodané území bylo od 13. století nedílnou součástí benešovského dominia a jeho prodejem vzniklo samostatné panství Česká Kamenice.

### Vartenberkové
Část panství Kamenice přinesla do manželství Anna (rozená Berková) věnem a část zakoupil Prokop z Vartenberka společně se svým bratrem Kryštofem. Zbytek zůstal v držení Sahlhausenů. Spolu s bratrem Kryštofem Děčínským z Vartemberka držel též panství v Horní Libchavě. Podmínky pro šíření luteránství se staly na panství příznivými právě za Prokopa z Vartenberka. Jeho choť Anna, sama protestantka, se stala ochránkyní vyznavačů učení Martina Luthera a v roce 1532 pozvala na kamenické panství protestantského kněze Johanna Weinhardta. Po smrti svého chotě Prokopa v roce 1541, kdy převzala za své tři nezletilé syny Jindřicha, Abrahama a Jana panství (čtvrtý syn Zikmund zemřel ještě jako dítě), se protestantství na kamenickém panství ještě více rozvinulo.
Po smrti matky Anny († 1556) převzali panství Kamenice její tři synové. Jan se stal vůdcem luteránského hnutí v Čechách. Abraham spravoval Kamenici. Nejstarší syn Jindřich, který podle rodové tradice zastával úřad nejvyššího číšníka (Oberstmundschenk), se v roce 1577 oženil s protestantkou Kateřinou z Wysu (Katharina von Wys, † 1611). Šlechtický rod z Valais, nesoucí podle svého panství Albi predikát „von Weis” (též Wyss, Wyß) se v době pronásledování protestantů uchýlil do městské republiky Bern, kde velmi brzy dosáhl prestižní pozice.
Jindřich spravoval majetky na panství Horní Libchava (Oberliebich). Do té doby katolickou farnost osadil v roce 1560 luteránskými knězi, v roce 1574 nechal postavit zámek a mlýn (Klingsteinmühle), dále kostelní věž se třemi zvony. Nové víře se obyvatelstvo bránilo a s nelibostí neslo zničení všech zpodobnění Panny Marie a Krista. Na oltáři v kostele mohly zůstat jen sochy svatých Ambrože, Jiřího, Kateřiny a Barbory. Do příchodu luteránských bratrů spravovala hornolibchavská fara ještě ves Častolovice (Schasslowitz).
Po smrti Abrahama v roce 1587 drželi zboží bratři Jindřich a Jan (s chotí Barbarou von Lobkowitz), přičemž Jindřichova působnost se omezovala výhradně na Kamenici a Horní Libchavu. Janova správa se zaměřovala na rozsáhlé majetky jednak zděděné nebo nově získané. V roce 1595 zemřel Jan a o devět let později jeho bratr Jindřich († 7. březen 1604). Veškerý majetek připadl Zikmundovi, synovi zemřelého bratra Abrahama. Ten pojal za choť Elišku (Elisabeth), dceru bratra Jana. Z manželství pošli tři synové a dvě dcery. Po smrti Elišky († 1604) se Zikmund znovu oženil a po jeho smrti († 1608) panství převzal Zikmundův mladší bratr Jan. Stále zadlužený Jan postupně statky rozprodával. V roce 1610 došlo i na pradávnou rodovou držbu hradu Zvířetice (Zwirschetitz), kterou získal Wratislaw von Mitrowitz.

### Penzigové
Jan z Vartenberka neudržel ani majetky Horní a Dolní Libchavu, Skalici a Slunečnou. Ty přešly 3. listopadu 1611 do rukou jeho neteře Doroty, provdané Berkové z Dubé (Dorothea Berka von Dauba). Ta je 2. května 1615 přepustila Jindřichu Penzigovi z Penzigu (Heinrich Penzig von Penzig), pocházejícího ze starého rytířského rodu z Horní Lužice a Slezska s predikátem podle svého sídla Penzig nedaleko Zhořelce. V roce 1534 seděli na Stružnici bratři Baltazar, Hanuš a Leitold Penzigovi z Penzigu, v roce 1558 Vilém na Žandově a roku 1589 pánové Baltazar a Mikuláš sezením na Žandově. Tak jako mnozí stoupenci Fridricha Falckého se i Jindřich Penzig z Penzigu po bitvě na Bílé hoře zachránil útěkem ze země. Pobělohorský konfiskát byl roku 1623 odprodán za 26 958 kop a 20 grošů míšenských Vilému Vratislavovi z Mitrovic, který jej odkázal svému bratru Zdeňkovi a po něm panství zdědili jeho synové. Roku 1653 libchavské panství s konečnou platností získalo velkopřevorství Řádu maltézských rytířů, v jejichž držení se nacházelo po více než tři století.

### Nadační panství Řádu Maltézských rytířů

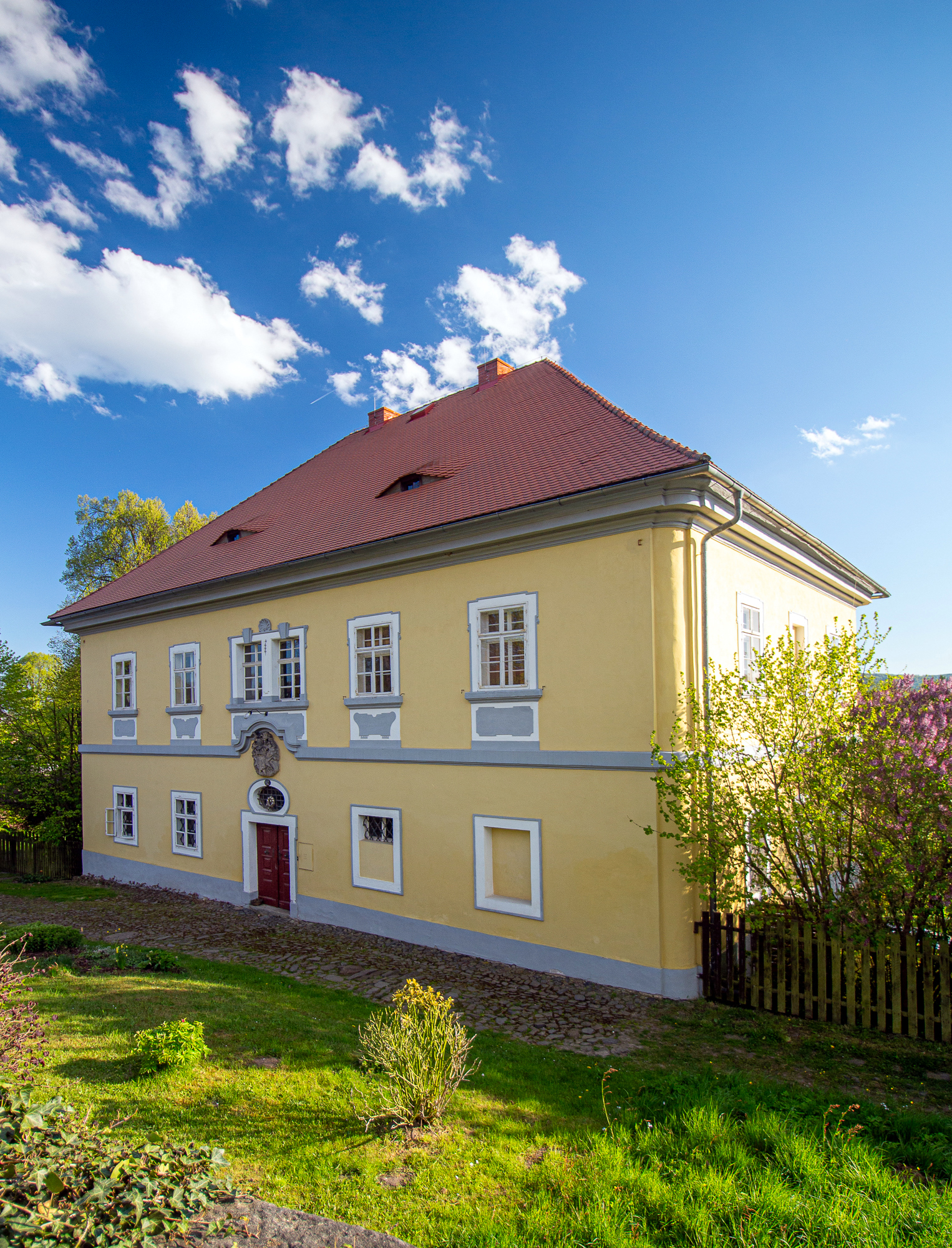
Budova původní fary u kostela

Tržní městečko Horní Libchava, úřední centrum panství (Amtsort), čítalo 187 stavení a 1008 obyvatel německy hovořících, farní kostel sv. Jakuba Většího, farní školu, zámek, pivovar s vinopalnou, statek, ovčín, cihelnu a mlýn. Dvě stavení spadala pod panství Zákupy (Reichstadt). V roce 1827 byl v místě pro vsi Horní Libchava, Slunečná, Jägersdorf, Manušice a osadu Emanuelsberg zřízen chudobinec (Armeninstitut). Valná většina obyvatelstva nacházela obživu ve sklářském průmyslu a jeho odvětvích. Někteří se věnovali podomní výrobě: brusiči (Schleifer), skláři (Glaser) a řešetáři (Siebmacher). Obchodem se zabývalo 17 kramářů (Krämer) a podomních prodejců, 9 obchodovalo na trhu. Lékařskou a zdravotní službu zajišťoval jeden ranhojič (Wundarzt) a 4 porodní báby.

### Rakousko-Uhersko

#### Části obce
Horní Libchava se dělila na horní, střední a dolní část. Polní tratě nesly názvy: Sonneberger Seite, Manischer Seite, Teich Flur (Trenkteich, Breite Teich, Grosser Fahrteich, Tiefe Teich, Kleine Fahrteich, Nieder Teich), Hof Flur, Strausnitzer Seite (Sausken Teich), Steinberg, Lettenberg, Souška, Vogelberg, Schmiedeberg, Prinzelbrache.
Po roce 1848 proběhla v Rakouském císařství správní reforma, jejímž následkem se obec Horní Libchava stala samosprávným celkem v cícařsko-královském soudním okrese Česká Lípa. K panství patřily obce: Horní Libchava, Dolní Libchava, Stružnice, Jägersdorf, dále Slunečná v císařsko-královském soudním okrese Bor / Haida. Rok 1867 se nesl ve znamení Rakousko-uherského vyrovnání, prosincové ústavy a dalších reforem státní správy. Na základě nařízení ministerstva vnitra č. 101 / 68 ř. z. z 10. července 1868 vznikl politický okres Böhmisch Leipa / Česká Lípa s okresním hejtmanstvím v České Lípě a soudními okresy Česká Lípa, Niemes / Mimoň a Haida / Bor. Nadační panství a obec Horní Libchava spadaly do soudního okresu Česká Lípa a část obce Slunečné do soudního okresu Bor. V roce 1877 proběhly volby nových členů obecního výboru a náhradníků. Na konci roku 1877 udělil císař František Josef I. obecnímu představenému Konradu Süsserovi z Horní Libchavy za jeho mnohaleté záslužné působení stříbrný záslužný kříž s korunou. Ve stejném roce Zemský výbor v Praze obci povolil po dobu deseti let výběr 1 koruny z každého spotřebovaného litru piva a 2 koruny za každý litr vína či litr pálenky. V roce 1878 se od obce Horní Libchava oddělila obec Manušice.

#### Německá obecná škola
Až do revolučního roku 1848 spadala škola v Horní Libchavě pod biskupskou litoměřickou diecézi, která zahrnovala Boleslavský kraj, Žatecký kraj a Litoměřický kraj s okresy Litoměřice, Úštěk, Ústí, Bílina, Lipová, Kamenice, Lípa, Libochovice, Teplice. Školní diecézní okres lipský sestával ze škol: na panství Sloup (Sloup, Bor), na panství Zahrádky (Svárov, Jezvé), na panství Police (Police, Žandov), škol lipského magistrátu a škol na panství Horní Libchavy (Dolní Libchava, Horní Libchava, Skalice). Farní školy měl na starosti litoměřický správce diecézních škol (Diözesan-Schulen-Oberaufseher) a okresní školní dozorce (Schuldistriktaufseher), v roce 1844 jím byl např. Anton Krombholz, biskupský vikář v Lípě. Úřadující velkopřevor byl zároveň patronem kostelů a škol na hornolibchavském panství. Kněží maltézského řádu zastávali na farnosti duchovní správu.
Vznik farní školy na čp. 63 (vedle farní budovy) není znám, ale roku 1674 je zmiňován školní správce (Schulmeister) Mathes Teufel. Listina z 12. června 1700, uložená v cibuli kostelní věže, hovoří o výměně farních a školních pozemků nedaleko kostela za pozemky tehdy ještě panského hostince čp. 61. Je tedy pravděpodobné, že k výstavbě školní budovy, která v červnu 1809 vyhořela, došlo už někdy v 17. století. Požár v roce 1809 tehdy poškodil i kostel s farou (čp. 62) a jednotřídní škola (čp. 63) musela být nově vystavěna. V pol. 19. století navštěvovalo obecnou školu 144 žáků a na škole vyučoval Anton Herrmann (* 1806).

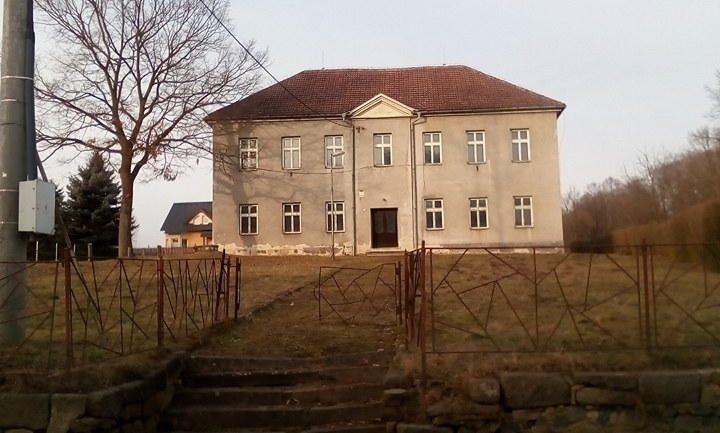
Horní Libchava, budova bývalé německé školy (čp. 72), nyní v neutěšeném stavu bez klasicistní žluté fasády a původního kovaného oplocení, stav 2018

Po zřízení německého školního okresu Česká Lípa obec v roce 1876 dokončila stavbu nové obecní školy (čp. 72) se třemi učebnami a školním bytem, školní zahradou a školním ovocným sadem. Projekt školního areálu počítal též s výstavbou školního hřiště a koupaliště na protějším pozemku přes silnici. Posvěcení školní budovy se odehrálo 15. října 1876 na den zdejšího posvícení (Kirchweihfest). Starou školní budovu se školní rada rozhodla v listopadu 1876 odprodat.
Nadučitelem byl na škole jmenován Wenzel Pemsel s platem 400 zlatých a příplatkem 100 zlatých za vedení školy (Funktionszulage). Učitelský byt ve školní budově poskytovala obec zdarma. Místo podučitele zastával Anton Knotel s platem 400 zlatých, pracovní výuku Marie Gärtner. V dubnu roku 1877 povolila c. k. zemská školní rada otevření 3. třídy. V letech 1877–1922 působil na škole nadučitel Franz Müller.
V nové čsl. republice se počet žáků pohyboval v rozmezí 120-190 žáků. V roce 1928 na škole vyučovali: učitelka Hedvika Trupka, učitel Franz Helzel, učitel bez odborného vzdělání Franz Marx, ruční práce Marie Heinrich. V roce 1932 navštěvovalo školu pod vedením Karla Schmidta 140 žáků. Po zrušení jedné třídy ministerstvem školství vyučovala na škole v roce 1933 Julia Stiel a pracovní výuku Marie Heinrich (následně Edwin Pickert), náboženství místní farář Franz Graf. Ke škole byla stále přiškolena obec Manušice.

#### Spolkový život

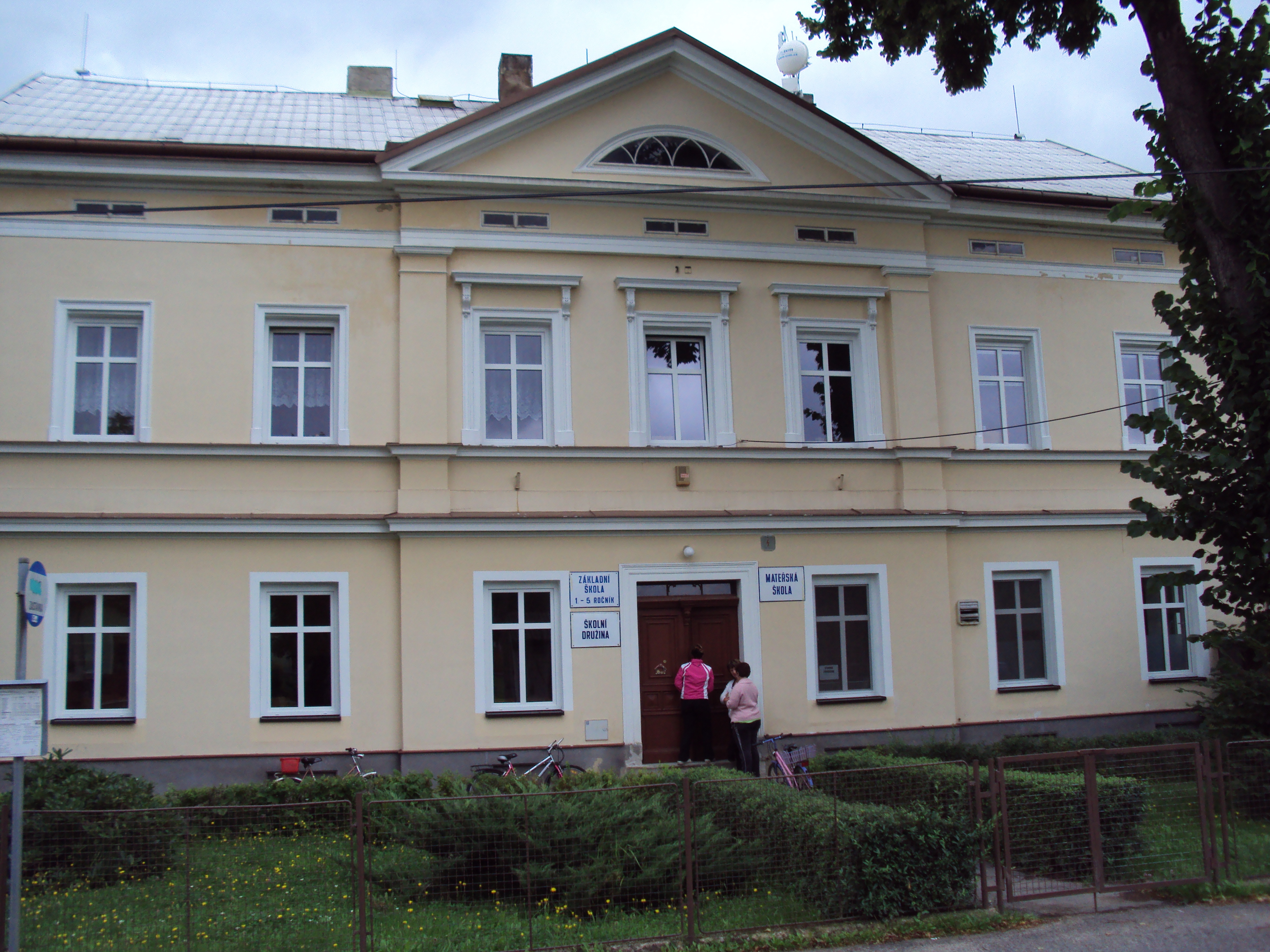
Horní Libchava, před rokem 1945 obecní úřad (Gemeindehaus) a spořitelna (bývalé čp. 53), po válce školní budova (nyní čp. 196)

Stanovy hornolibchavského kasina „Eintracht” (Kasinoverein „Eintracht“) schválilo c. k. zemské místodržitelství v Praze v dubnu roku 1870 a v červnu téhož roku odsouhlasilo stanovy spolku Vojenských vysloužilců (Mililär-Veteranenverein in Oberliebich). V září roku 1874 c. k. místodržitelství potvrdilo stanovy německého spolku dobrovolných hasičů, do kterého vstoupilo 64 členů. V roce 1894 vystavěla obec dvě hasičské zbrojnice.
Po založení Okresního zemědělského-lesnického spolku v České Lípě (Land- und forstwirtschaftlicher Bezirksverein) s 25 místními skupinami, tvořily od roku 1876 obce Horní Libchava a Volfartice jeho 21. místní skupinu, při které spolek založil veřejnou knihovnu (Bücherei des landwirtschaftlichen Casinos).
V obci dále působil „Pěvecký a hudební spolek” (Gesang- und Musikverein), „Školní krejcarový spolek” (Schulkreuzerverein) a od roku 1887 „Smíšené živnostenské družstvo” (Gemischte Gewerbegenossenschaft) se sídlem v Horní Libchavě pro živnostníky obcí: Horní Libchava, Dolní Libchava, Jägersdorf, Manušice a Častolovice.
V létě 1894 se ve Volfarticích v hostinci „Zum Kronprinzen” (U korunního prince) konstituoval „Učitelský klub Volfartice a okolí” (Lehrer-Klub Wolfersdorf und Umgebung) pro učitele škol z Volfartic, Horní Libchavy, Radče a Nové Vsi, jehož cílem bylo vzdělávání učitelů a kolegiální podpora. V roce 1897 založila obec Horní Libchava (jako první ves v českolipském soudním okrese) podle vzoru Friedricha Wilhelma Raiffeisena družstevní „Spořitelní a záložní spolek” (Raiffeisenscher Spar- und Darlehenscassenverein Oberliebich). Na konci roku 1898 mělo družstvo 87 členů, na spořitelním kontě (Spareinlagestand) 47 462 korun a poskytnuté zálohy (Darlehensstand) činily 29 162 korun.

#### Poštovní listovní a osobní doprava
Od roku 1835 vedly z Prahy na sever Čech tři poštovní trasy: 1. z Prahy přes Lovosice do Teplic, 2. z Prahy přes Litoměřice do Rumburka (poštovní stanice Praha - Zdiby - Veltrusy - Doksany - Litoměřice - Auscha (Úštěk) - Neuschloß (Zahrádky) - Česká Lípa - Bor (Haida) - Rumburk), 3. z Prahy přes Mladou Boleslav, Českou Lípu, Bor a Rumburk do Nového města pod Smrkem (Neustadt). Rumburská císařská poštovní silnice (Rumburger Poststraße) se panství dotýkala jen v malé části na severu v úseku Česká Kamenice - Bor. Okresní silnice z České Lípy na Horní Libchavu - Volfartice - Mistrovice - Kerhartice (Gersdorf) se budovala v letech 1830–1832, úsek na Horní Libchavu - Manušice - Skalici v roce 1833, přičemž úseky přes vsi ležely na bedrech panské správy, např. v letech 1834-38 dohlížel na stavbu silnice přes ves Volfartice ředitel hornolibchavského panství Vincenc Peschke. V roce 1838 se stala Česká Lípa sídlem poštovního úřadu, v roce 1845 Česká Kamenice a Haida. V roce 1855 zavedla c. k. vrchní dvorská komora v Praze přímé dostavníkového spojení na poštovní trase Česká Kamenice - Česká Lípa.

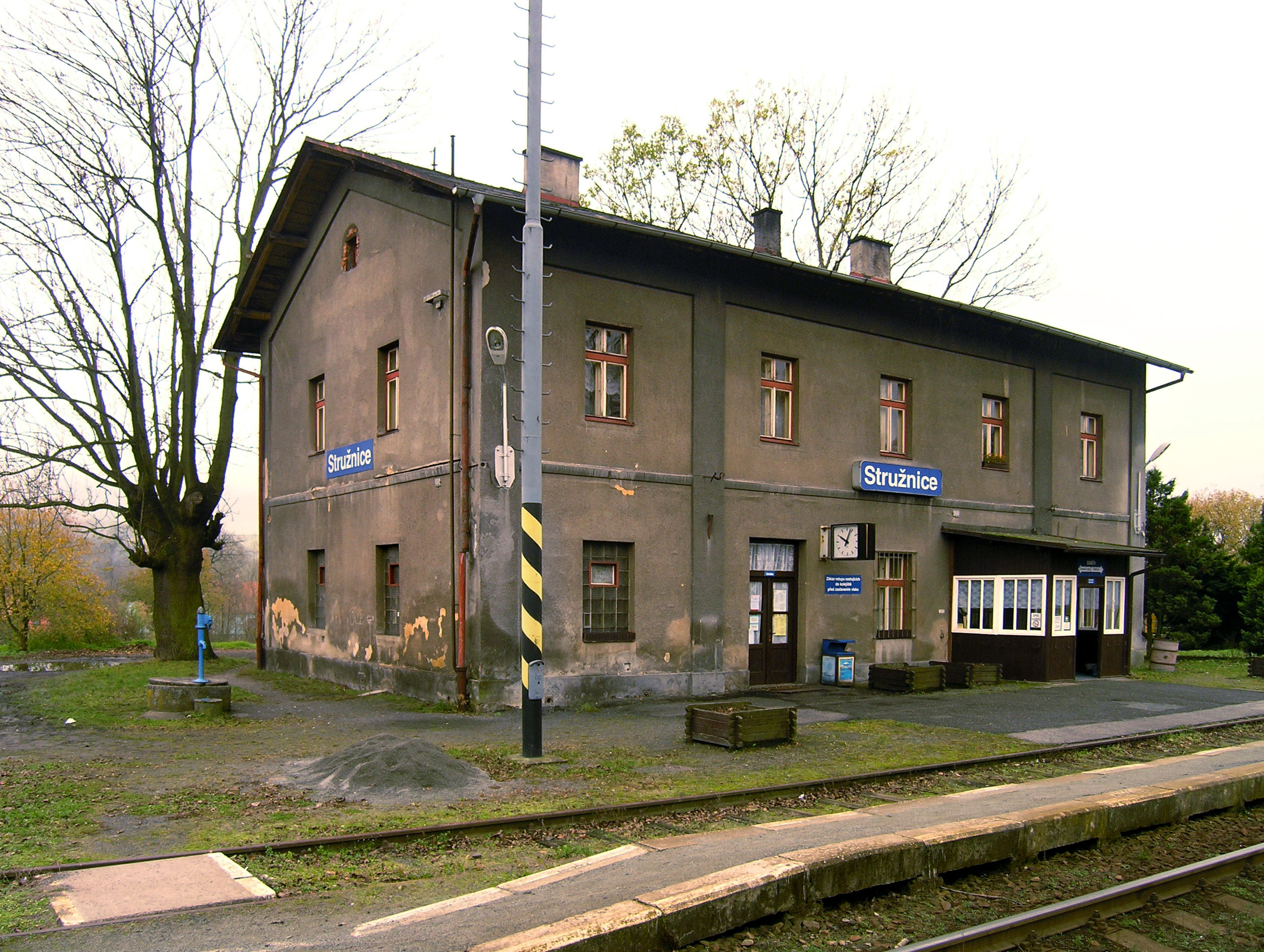
Stružnice, nádraží na železniční trati Děčín–Rumburk, stav v roce 2009

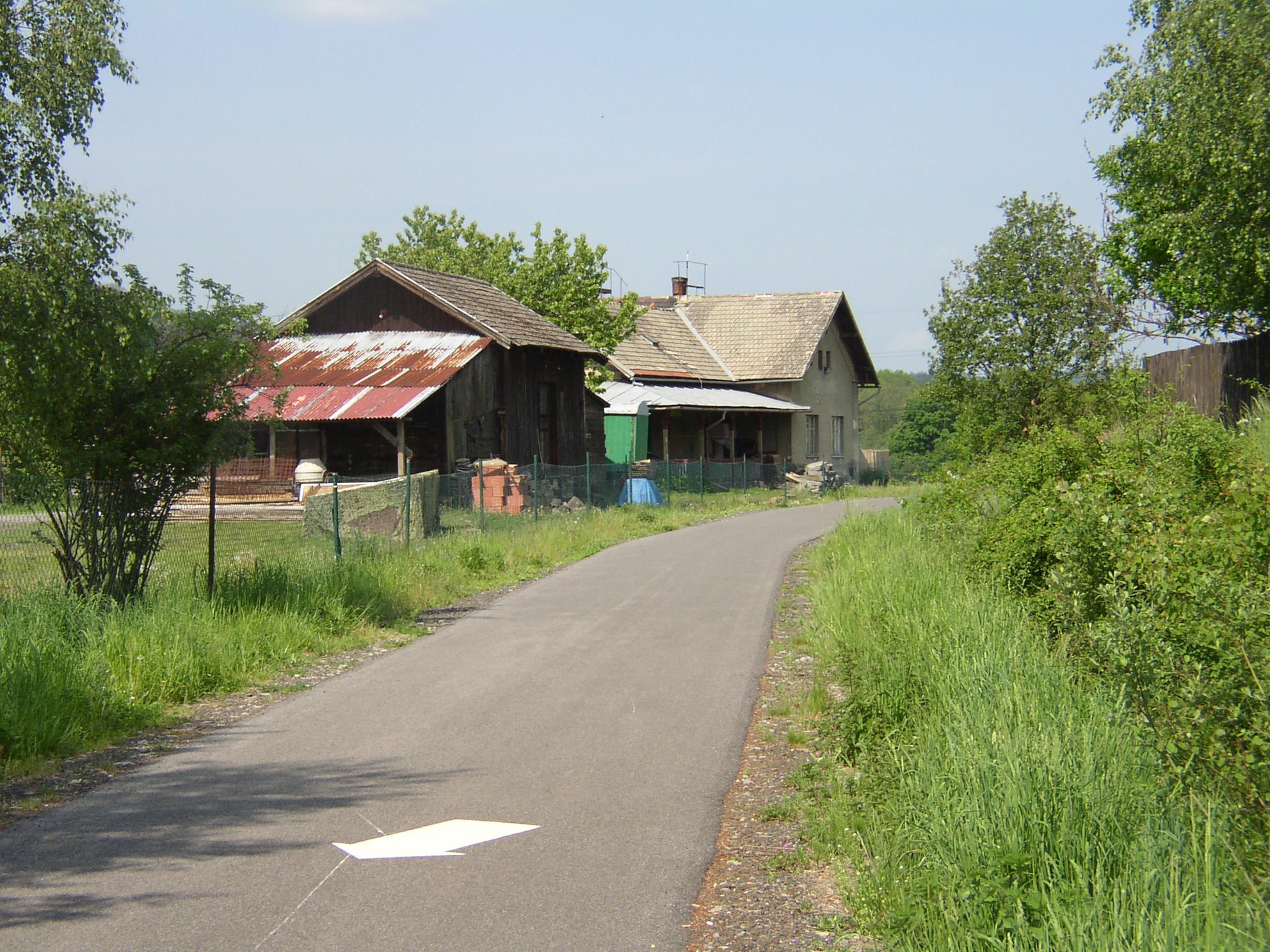
Horní Libchava čp. 199, areál bývalého nádraží na železniční trati Česká Kamenice - Česká Lípa

Zlatá éra poštovních dostavníků vrcholila v polovině 19. století, kdy byla osobní přeprava provozována podle jízdního řádu. V roce 1861 zřídilo c. k. ředitelství pošt a telegrafů v České Lípě telegraf a českolipské osobní nádraží se stalo v letech 1867–1868 konečnou stanicí České severní dráhy. Od roku 1869 pokračovala dráha z České Lípy až do Rumburka. Poštovní okrsek Česká Lípa, obsluhovaný jednou denně, tvořily obce: Dolní Libchava, Horní Libchava, Manušice (Schleifmühle), Jägersdorf, Častolovice, Stará Lípa a Okřešice. V roce 1870 jmenovalo c. k. poštovní ředitelství v Praze Adolfa Rongeho z Volfartic (od roku 1889 Richard Hess) prvním tamním poštmistrem a 1. února 1871 otevřelo volfartický poštovní úřad, který se stal novou zastávkou na trase Česká Kamenice - Česká Lípa. Ranní dostavník z Č. Kamenice zde stavěl denně v 10.20 h a odpoledne při zpáteční cestě v 15.50 h. Od 1. listopadu 1885 poštovní ředitelství povolilo druhý menší dostavník tažený jedním koněm v opačném směru. V roce 1893 obdržel poštovní úřad ve Volfarticích telegraf.
V roce 1851 byl zahájen provoz na trati Děčín–Drážďany a od roku 1869 mohli cestující z okolních obcí využívat železniční stanici ve Stružnici na trati Děčín–Rumburk. V letech 1886–1903 se zprovozňovala 13 km dlouhá železniční trať Česká Kamenice – Kamenický Šenov – Česká Lípa, též se zastávkou v Horní Libchavě. Konečná stanice „Česká Lípa městský sad” se nacházela nedaleko zastávky „Střelnice” (Schützenhaus). Provoz na trati byl zahájen 29. srpna 1903. Dne 11. ledna 1906 projel Horní Libchavou poslední poštovní dostavník mířící z České Kamenice do České Lípy. Přepravování poštovních zásilek a cestujících převzala železniční doprava.
Po zestátnění železnice v roce 1925 došlo ke sloučení stanice Městský sad a osobní zastávky Střelnice pod společným názvem Česká Lípa Střelnice. V březnu 1937 zde Československé státní dráhy zřídily vlastní železniční úřad, jehož přednostou byl jmenován Ferdinand Petr. Zároveň ČSD ve stanici navýšily drážní personál a přednostovi stanice podřídily železniční provozní kanceláře (Bahnbetriebsamt) Manušice, Horní Libchava, Volfartice a Nová Ves.
Vzhledem k tomu, že obec Volfartice nesplnila pro zřízení telefonní centrály podmínku dvaceti telefonních účastníků v místě, byla její žádost pražským ředitelstvím pošt a telegrafů zamítnuta. V roce 1926 si obec Volfartice zavedla na vlastní náklady do budovy obecního úřadu privátní telefonní linku a od 1. srpna 1931 zřídila též na vlastní náklady na poštovním a telegrafním úřadě telefonní centrálu s veřejnou hovornou, kterou okresní poštovní úřad v České Lípě evidoval jako vedlejší též pro obsluhu Horní Libchavy. V roce 1935 působil na „Poštovním, telegrafním a telefonním úřadě Volfartice” (Post-, Telegraphen- und Tetephonamt Wolfersdorf) poštmistr Josef Macháček s poštovními doručovateli: Ernst Heller a Karl Kubelka. Vlastní poštu obec Horní Libchava obdržela až po roce 1948.

#### Zdravotní obvod Volfartice
V roce 1877 zajišťovalo lékařskou službu po okolí několik lékařů: Česká Lípa (14, z toho 1 veterinář), Bor (4), Žandov (1), Skalice (1) a Volfartice (1). Zde se postupně vystřídali: Dr. Wuska, Dr. Emanuel Hauptmann, Dr. Settmacher. Dne 4. května 1898 byl ve Volfarticích jmenován Dr. Otto Sebastian Friedrich Lorenz, syn Dr. Karla Lorenze z Kamenického Šenova, obvodním lékařem pro obce Volfartice, Horní Libchava, Radeč, Manušice a Nová Ves. Nejprve ordinoval v dolním hostinci, kde se nacházela také pošta a kde měl k dispozici dvě místnosti. S rodinou pak obýval dům čp. 177. Ordinace s domácí lékárnou se nacházela v 1. patře.
Napravo od schodiště se vcházelo do čekárny se 14 pohodlnými dřevěnými židlemi a dvěma obrovskými knihovnami. Rovně byla ordinace a zároveň domácí lékárna se skříní pro laboratorní potřeby, skříňkou s bylinami, velkým psacím stolem, skříní na medikamenty, stolečkem a malými kachlovými kamny, která vytápěla také čekárnu, nemluvě o zubařském křesílku, o kterém otec prohlašoval, že si jej nechal vyrobit. Z lékárenské místnosti vedly krásné bílé dveře do tzv. dlouhé místnosti, ta byla později dostavěna. Otcovo tuskulum, zařízené vyšetřovacím divanem, gynekologickým vyšetřovacím křeslem, psacím stolem, na kterém stály dva mikroskopy, sbírkami nerostů a knihovničkou. Na stěnách visely obrazy předků, za které se na jaře zastrkávaly dubové ratolesti. Dlouhá místnost měla směrem na západ sedm velkých oken, takže bývala odpoledne zaplavena sluncem.
Adeline, rodinná historie z Čech, překlad
K 7. lednu 1901 zřídil okresní výbor v České Lípě zdravotní obvod Volfartice pro obce: Volfartice, Horní Libchava, Nová Ves a Radeč. Po odchodu Dr. Lorenze do penze († 20. března 1926, Česká Lípa) převzal ordinaci Dr. Baumgartner a jeho žena Adele, dcera Dr. Otto Lorenze. Po něm následovali Dr. Franz Lang (r. 1935 jmenován primářem v okresní nemocnici v Mikulášovicích), a Dr. Erwin Winkler. Podle pamětníků z Horní Libchavy ordinoval poslední doktor ve Volfarticích až do odsunu německého obyvatelstva v roce 1946.

#### Četnická stanice Volfartice
Po roce 1850 spadalo pod Zemské četnické velitelství (k. k. Landes-Gendarmerie-Komando Nr. 2) v Praze a pod Okresní hejtmanství (k. k. Bezirkshauptmannschaft) četnické velitelství č. 15 v České Lípě s četnickými stanicemi: v České Lípě, Stvolínkách (Drum), Jestřebí (Habstein), Horní Polici (Ober-Politz), během léta ve Sloupu (Burgstein), Boru (Haida), Skalici (Langenau), Kuřivodech (Hünerwasser), Osečné (Oschitz), Mimoni (Niemes), Zákupech (Reichstadt), Stráži pod Ralskem (Wartenberg), Olšině (Wolschen) a s c. k. četnickou stanicí ve Volfarticích (Wolfersdorf), která zde začala působit v roce 1884. Jejím velitelem byl jmenován Anton Fischer. V nové republice zastával v roce 1935 post velitele četnické stanice (Oberwachtmeister) František Martiňák s podřízeným četníkem Eduardem Staňkem. V Horní Libchavě zřídilo obecní zastupitelstvo jednoho policejního strážného. Službu vykonával Heinrich Kunnert (čp. 97).

### Československá republika

#### Německé Rakousko – provincie Německé Čechy

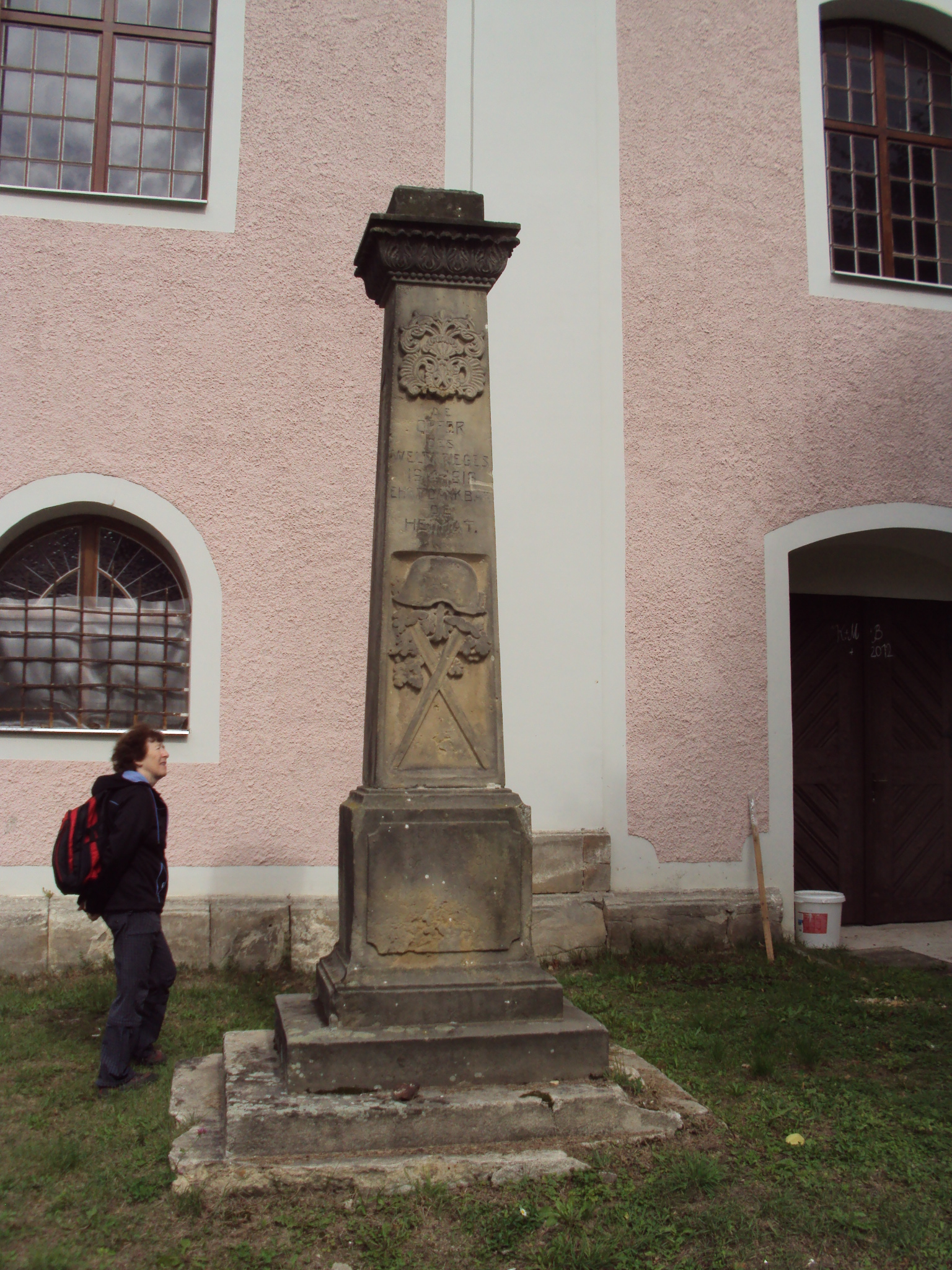
Horní Libchava, torzo památníku obětem 1. světové války, nápis: DIE OPFER DES WELTKRIEGES 1914–1918 EHRT DANKBAR DIE HEIMAT, též památka na hornolibchavský spolek c. k. vojenských vysloužilců (veteránů)

Odtržení od Rakouska-Uherska a vznik Československa nepřivítalo německé obyvatelstvo s nadšením. Už 21. ledna 1918 se ve Vídni sešli němečtí poslanci z českých zemí a schválili rezoluci, v níž žádali odtržení pohraničních území od vnitrozemí a utvoření samosprávné provincie Německé Čechy (Deutschböhmen). Po ustanovení Prozatímního národního shromáždění Německého Rakouska (Deutsch-Österreich) se k novému státu přihlásili.
Prováděcím nařízením z 25. listopadu 1918 byl v provincii „Deutschböhmen” zřízen zemský soud v Liberci, krajský soudní okrsek Česká Lípa (Kreisgerichtssprengel Böhmisch Leipa) se soudními okresy Česká Lípa, Česká Kamenice, Bor u České Lípy, Lipová, Rumburk, Šluknov, Varnsdorf, Cvikov (v jejich původním rozsahu), Dubá, Mimoň a prováděcím nařízením z 27. listopadu 1918 (mimo jiného) okresní hejtmanství v České Lípě a v Boru.
Československá strana obsadila za pomoci v Č. Lípě dislokovaného náhradního praporu pěšího pluku č. 18 železniční nádraží a 7. prosince 1918 poštovní úřad, berní úřad a hejtmanství. Situace v pohraničí se postupně konsolidovala a během léta 1919 došlo k podepsání smlouvy s Rakouskem a Německem, v jejichž důsledku sporné pohraniční území, tedy i obec Horní Libchava, definitivně připadlo ČSR. Politická obec Horní Libchava, v soudním i politickém okrese Česká Lípa, čítala v roce 1935 1047 obyvatel a 211 domů.

#### Pozemková reforma
Do hospodaření maltézského řádu na velkostatku Horní Libchava zasáhla pozemková reforma, které se týkala výměra kolem 1 085 ha. V roce 1923 se velkopřevorství pokusilo neutěšenou situaci vyřešit pronájmem, ale už 1. června 1925 uzavřelo smlouvu na prodej celého velkostatku i se zámeckým inventářem s panem Bedřichem Stavou, plnomocníkem Josefa Vraného, senátora za stranu agrárníků. Podle vyjádření historika Ladislava Smejkala Vraného na sever Čech přilákala pozemková reforma. Založil zde dvě akciové společnosti: „Výspu” se sídlem v Zahrádkách (Ramš, Robeč a Nový dvůr o rozloze 626 hektarů) a „Severočeské stromovky” v Horní Libchavě. V obou případech byl jednatelem společnosti a členství dalších vlastníků bylo jen formální. Josef Vraný tak v roce 1926 získal zámek a dvorec v Horní Libchavě a větší parcely ve Stružnici, Volfarticích a Slunečné, dále pak odkoupil i dvory v Holanech a Nedamově.”

#### Česká menšinová škola

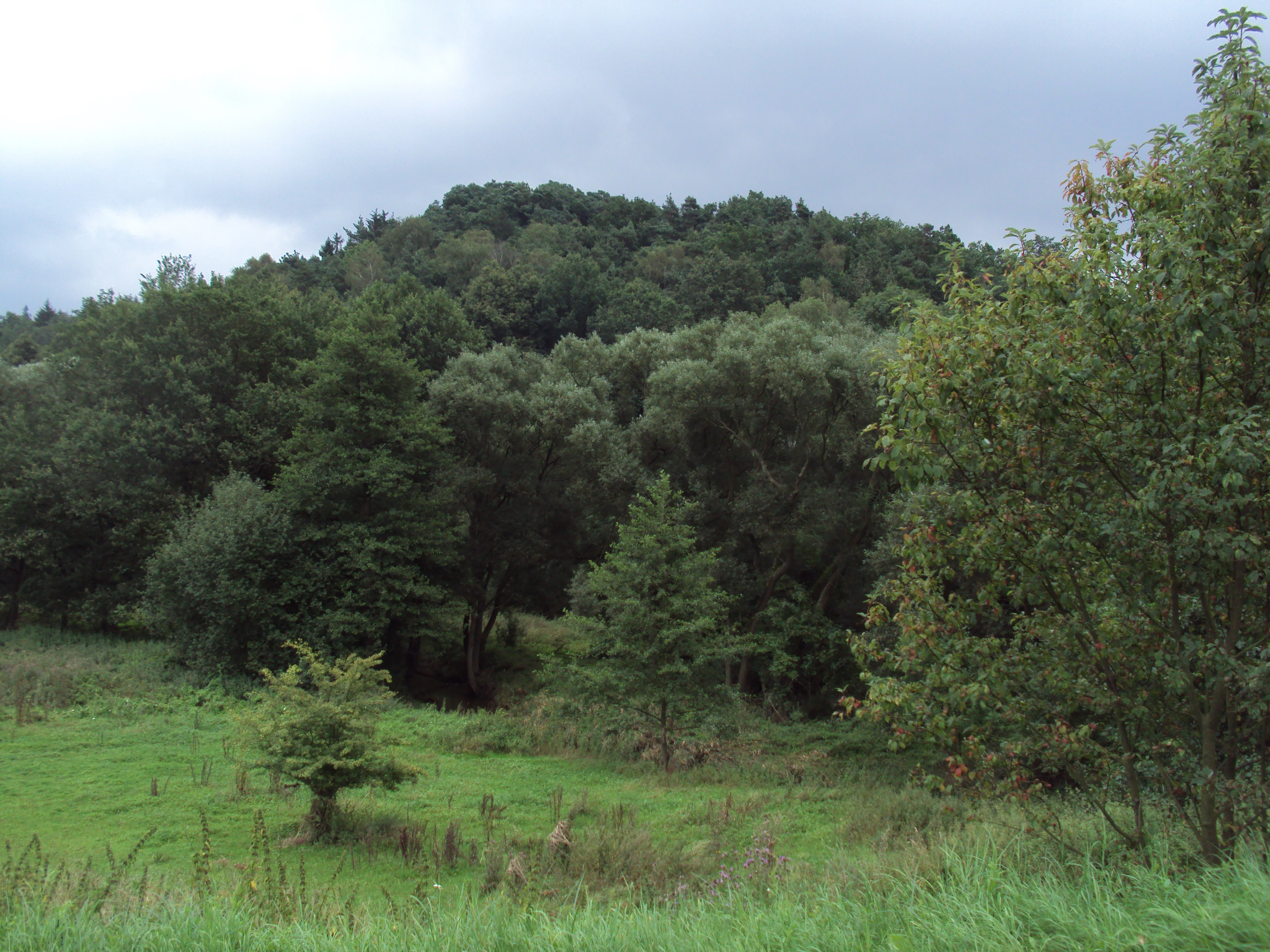
Horní Libchava, pohled na Vinný vrch / Weinberg, 302 m n. m.

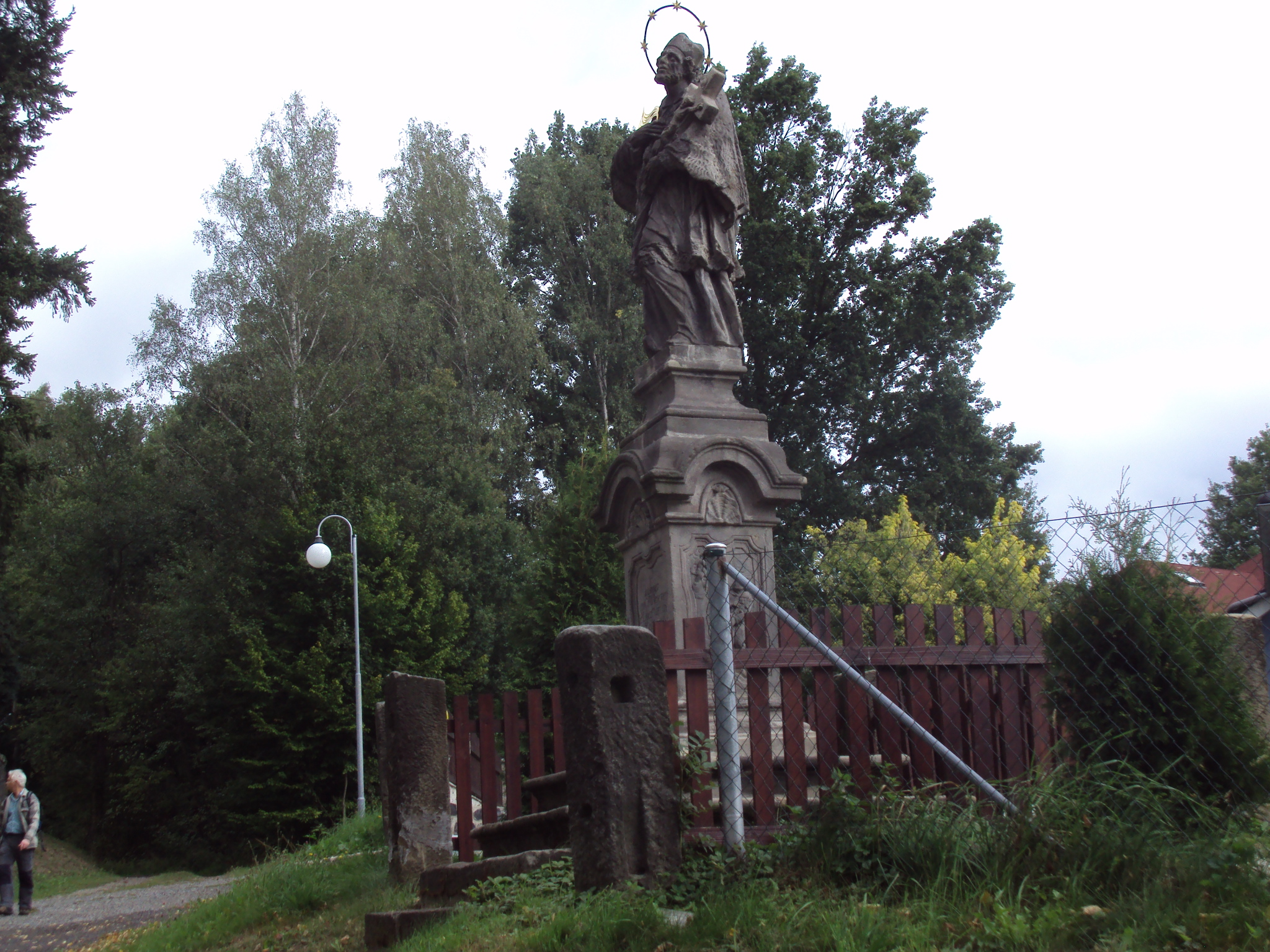
Horní Libchava, socha sv. Jana Nepomuckého

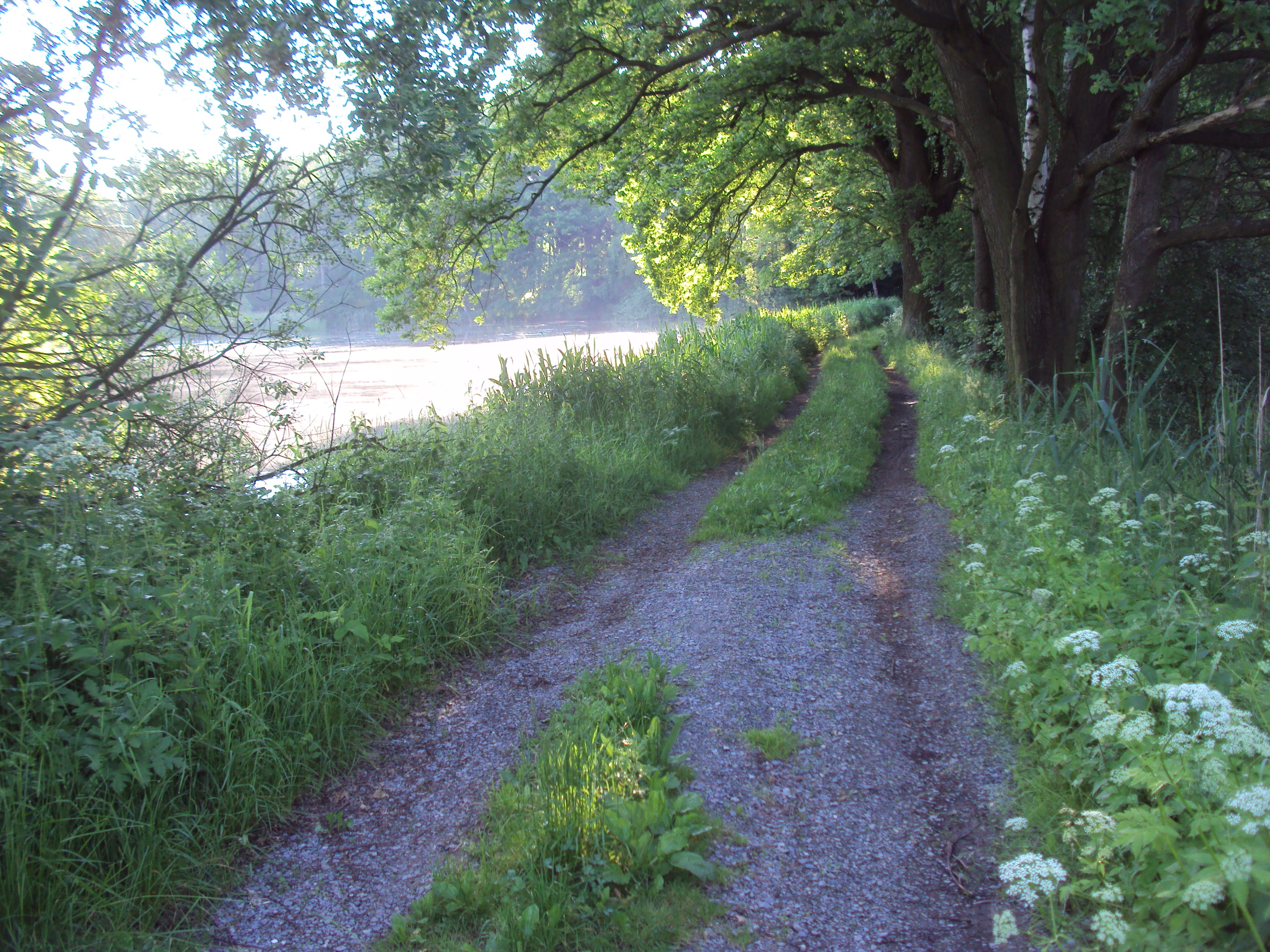
Horní Libchava, cesta mezi Manušickými rybníky

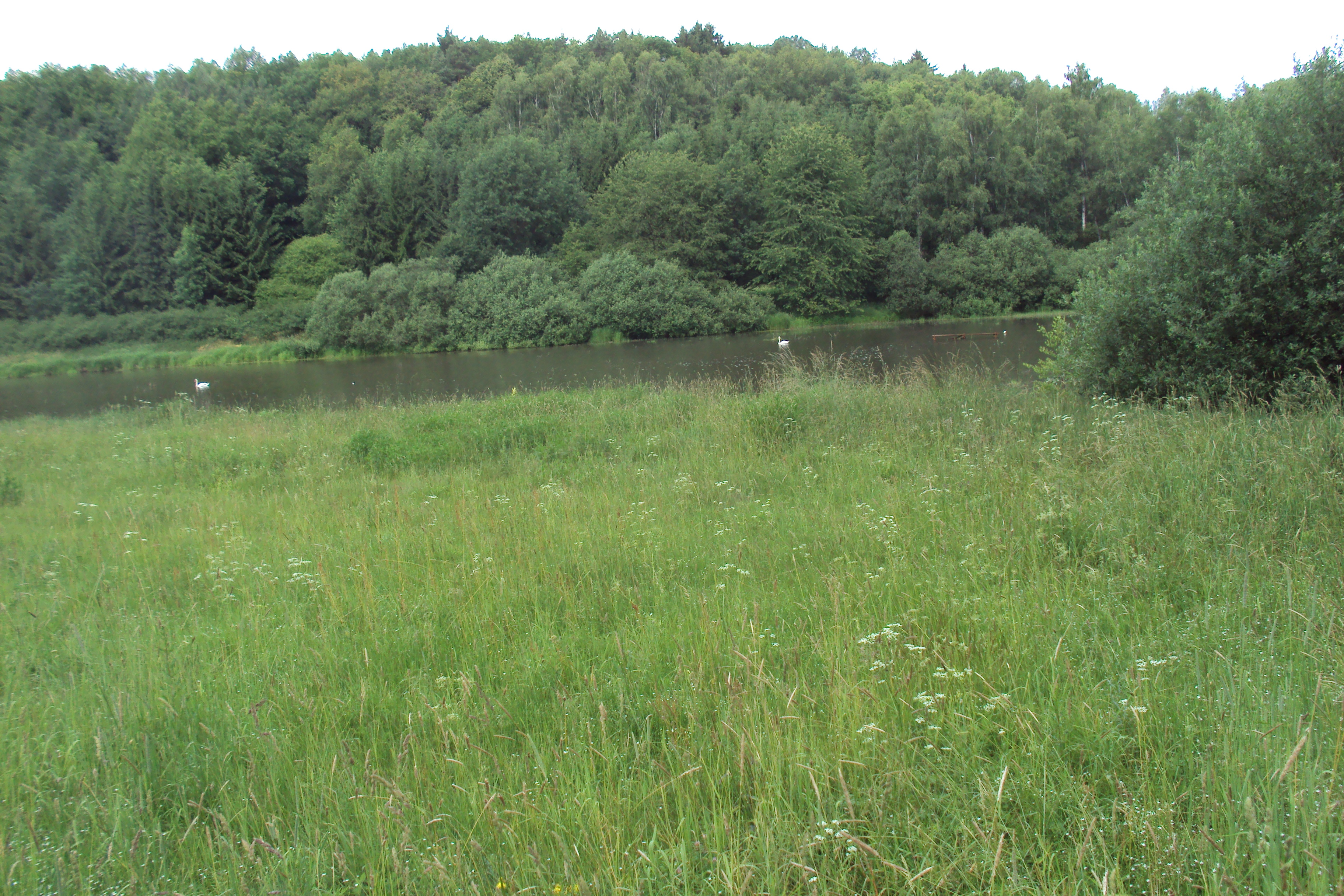
Horní Libchava, Ptačí rybník / Hofteich s pohledem na Strážný vrch / Hutberg (též od roku 1945 Kyselův)

Ustanovení o menšinových školách, které vstoupilo v platnost od 1. ledna 1921, umožnilo české menšinové školy vyjmout z působnosti místních školních rad a podřídit je přímo ministerstvu školství a vyučování (později ministerstvu školství a národní osvěty, MŠANO), dále je vyjmout z kompetence školního inspektora a podřídit je kontrole vlastních inspektorů. Výnosem ministerstva školství a národní osvěty ze dne 7. července 1926 byl zřízen Inspektorát českých státních škol se sídlem v České Lípě pro politické okresy Česká Lípa, Jablonné v Podještědí, Rumburk, Šluknov, Varnsdorf a soudní okresy Dubá a Mnichovo Hradiště. Prvním okr. škol. inspektorem byl jmenován Josef Maštálko, menšinový důvěrník Sokolské župy Fügnerovy, předseda menšinového výboru a člen odboru KČST v České Lípě.
Další odlišnost představovalo financování. České menšinové školy financoval stát: věcné potřeby (školní pomůcky, učební potřeby, učebnice, kancelářské potřeby, zařízení, knihovny, časopisy, atd.), režijní zálohy (poštovní poplatky, čisticí prostředky a nářadí, pojistné školníků, platy výpomocných učitelů), zálohy na otop (uhlí, popřípadě jeho doprava, dřevo a jeho zpracování), pokud se u školy nacházela zahrada, mohla škola čerpat dotace i na výdaje s ní spojené. Stát financoval i správu budovy či školních prostor. Německé pohraniční školy spadaly tak jako školy ve vnitrozemí pod správu místní školní rady a prostředky se hradily z obecních rozpočtů, platy pedagogických zaměstnanců ze zemských prostředků poskytovaných okresní politické správě. V neposlední řadě mohl inspektor českých menšinových škol zabavit pro vznik české školy budovu nebo místnost v majetku německé obce. Pronajímaly se také hospodářské prostory poskytnuté českými velkostatkáři nebo živnostníky.
Česká menšinová škola s mateřskou školou našla v Horní Libchavě své opodstatnění až s příchodem českých zaměstnanců, potažmo jejich dětí, na velkostatek Vraného. Počty českých dětí velmi bedlivě sledovala Národní jednota severočeská, která pak celý proces iniciovala a sledovala. Často se snažila dodat i národnostně zapáleného učitele, který pak založil místní odbor nebo český spolek. V případě Horní Libchavy se jednalo o „Místní osvětovou komisi” (MOS) pod „Okresním osvětovým sborem” (OOS) v České Lípě. Po zrušení třetí třídy na německé škole obdržela česká menšinová škola v roce 1928 její prostory a zahájila vyučování. K docházce se přihlásilo nejprve 6 dětí (do školky 3 děti), později se počet žáků navýšil na 16 dětí. Na škole vyučoval Vlastimil Severa a industriální nauku Marie Píšová-Pešková, školku vedla Emilie Severová. Státní dotace na jednoho žáka činily kolem 3 000 Kč.

#### Osvětlovací družstvo a elektrizace obce
Na základě elektrizačního zákona vznikla v roce 1924 v České Lípě všeužitečná elektrárenská společnost „Ploučnický elektrárenský svaz spol. s r. o.” (Polzen-Elektrizitäts-Verband Ges. m. b. H., před tím „Polzen-Elektrizitätswerke” in Böhm. Leipa) pro okresy Lovosice, Litoměřice, Úštěk, Česká Lípa, Bor a Benešov nad Ploučnicí, která nechala k již existujícím vodním elektrárnám na Ploučnici v okresech Benešov, Lípa a Bor vyhotovit elektrizační projekt pro výstavbu vedení vysokého napětí 10 000 voltů ze Žandova do Velké Bukoviny a Stružnice, z Volfartic do Polevska s odbočkou na Slunečnou, z Manušic na Bukovany s odbočkou na Jägersdorf a Častolovice. V Žandově měla být vybudována zděná rozvodna, k ní pak železný rozvaděč, z kterého by vedení vysokého napětí vedlo ke katastrům obcí: Horní Police, Jezvé, Velká Bukovina, Volfartice, Slunečná, Skalice, Okrouhlá, Arnultovice, Polevsko, Horní Libchava, Manušice, Častolovice, Dolní Libchava, Jägersdorf, Pihel, Písečná a Bukovany. V květnu 1925 předložil svaz projekt politické zemské správě v Praze.
Na základě el. zákona z roku 1926 (po vypršení jeho platnosti podle zákona č. 46/1929 Sb. a následně zákona č. 72/1932 Sb.) stát obcím a elektrifikačním družstvům poskytoval příspěvky na výstavbu sekundární sítě ve výši 30% - 50%. Osvětlovací družstvo Horní Libchava (Lichtgenossenschaft Oberliebich reg. Gen. m. b. H. in Oberliehich), založené v roce 1921, mělo zajistit výstavbu transformátoru a rozvodů po obci, dodávka elektřiny spadala do kompetence Ploučnického elektrárenského svazu.
Zmíněné podpory udíleny budou elektrickým družstvům a venkovským obcím na transformační stanice, rozvodové, sekundérní a připojovací vedení a konečně na nově zřizované primérní přípojky do venkovských obcí, které od hlavního primérního vedení jsou daleko, anebo jsou nevýhodně položeny. O udělení příspěvků a podpor - jak se již zmínil p. referent výboru zemědělského - rozhodovati bude ministerstvo zemědělství po dohodě s ministerstvem veřejných prací a po vyjádření příslušné zemědělské rady, na Podkarpatské Rusi pak zemědělského referátu civilní správy, pokud zemědělská rada zde zřízena nebyla.
Poslanec Josef Černý k vládnímu návrhu o finanční podpoře venkova, pátek 25. června 1926
Dne 27. ledna 1927 schválila zemská správa v Praze žádost „Ploučnického elektrárenského svazu” o stavbu el. vysokého napětí na trase Horní Libchava - Zahrádky. V červenci roku 1928 ministerstvo veřejných prací rozhodnutí zrušilo a poslalo zpět s tím, že se musí projekt přepracovat a trasa vedení (10 000 Voltů) vést po okruhu Žandov - Úštěk - Zahrádky - Horní Libchava. Po provedené elektrifikaci obcí vstoupil „Ploučnický elektrárenský svaz” v roce 1929 do likvidace a své zařízení prodal akciové společnosti „Severočeské elektrárny” (Nordböhmische Elektrizitätswerke A. G. in Bodenbach) v Podmoklech.

#### Autobusová doprava
V období první republiky nebyla do Horní Libchavy státní autobusová linka zavedena. Dne 6. dubna 1934 obdržel Franz Hönig z Volfartic koncesi k provozování privátní autobusové linky Volfartice - Česká Lípa. Další privátní autobusové spojení zajišťoval Emil Kromer z Kamenického Šenova. Autobus vyjížděl každý den ráno z K. Šenova a v poledne se vracel z Č. Lípy zpět. Po odstoupení pohraničního území nahradila privátní autobusy říšská autobusová linka z Kamenického Šenova a České Kamenice přes Volfartice do České Lípy a dělnický autobus do Žandova (Eisenwerke - Sandau A.G., E. Luft / Žandovské železárny a Achilles Werke). S vyhlášením totální války a s rostoucím nedostatkem pohonných hmot a pneumatik ke konci války ustala autobusová doprava zcela.

#### Německá družstva a spolky

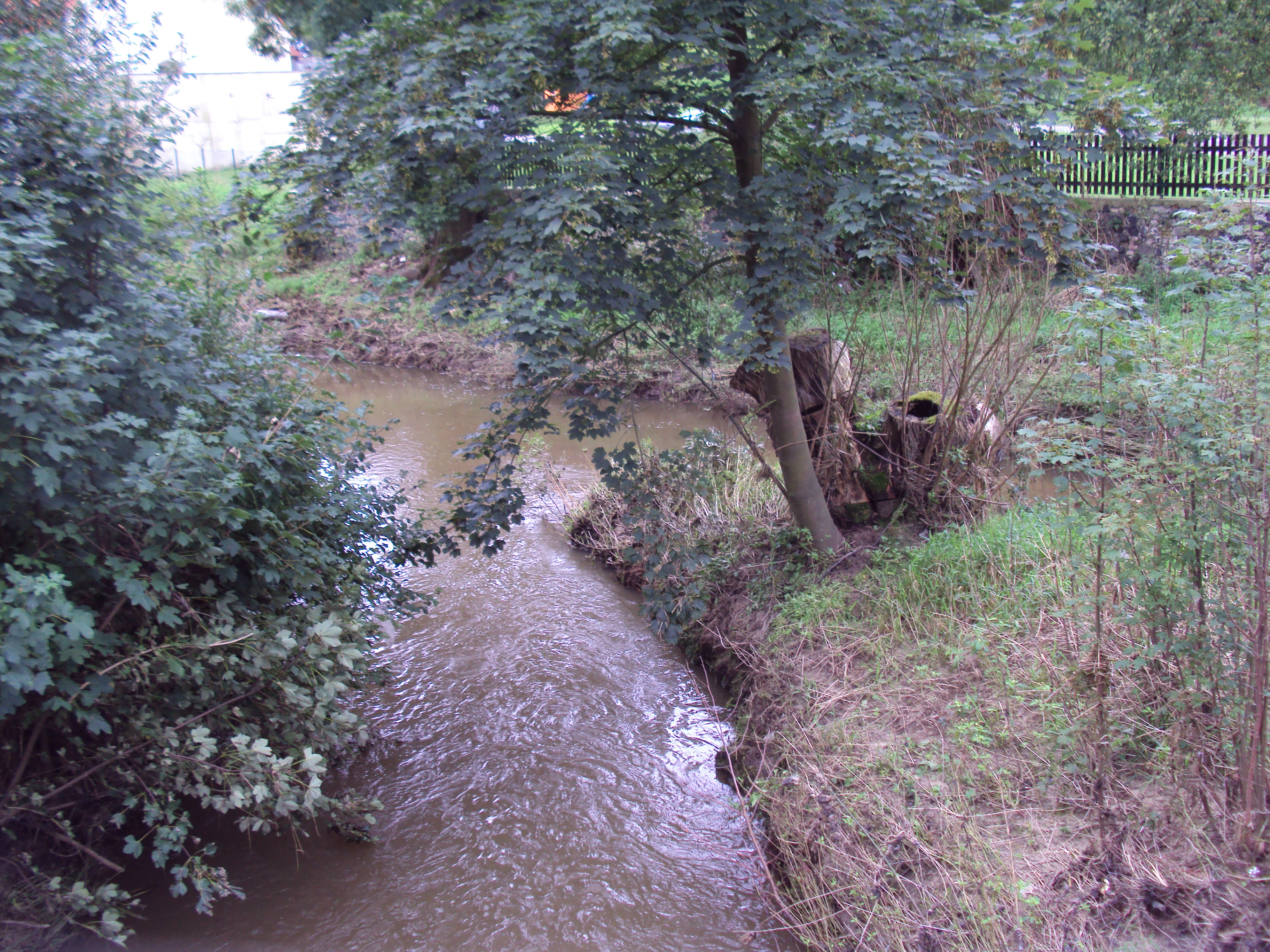
Horní Libchava, soutok Šporky / Sporkabach a Libchavského potoka / Rohrbach

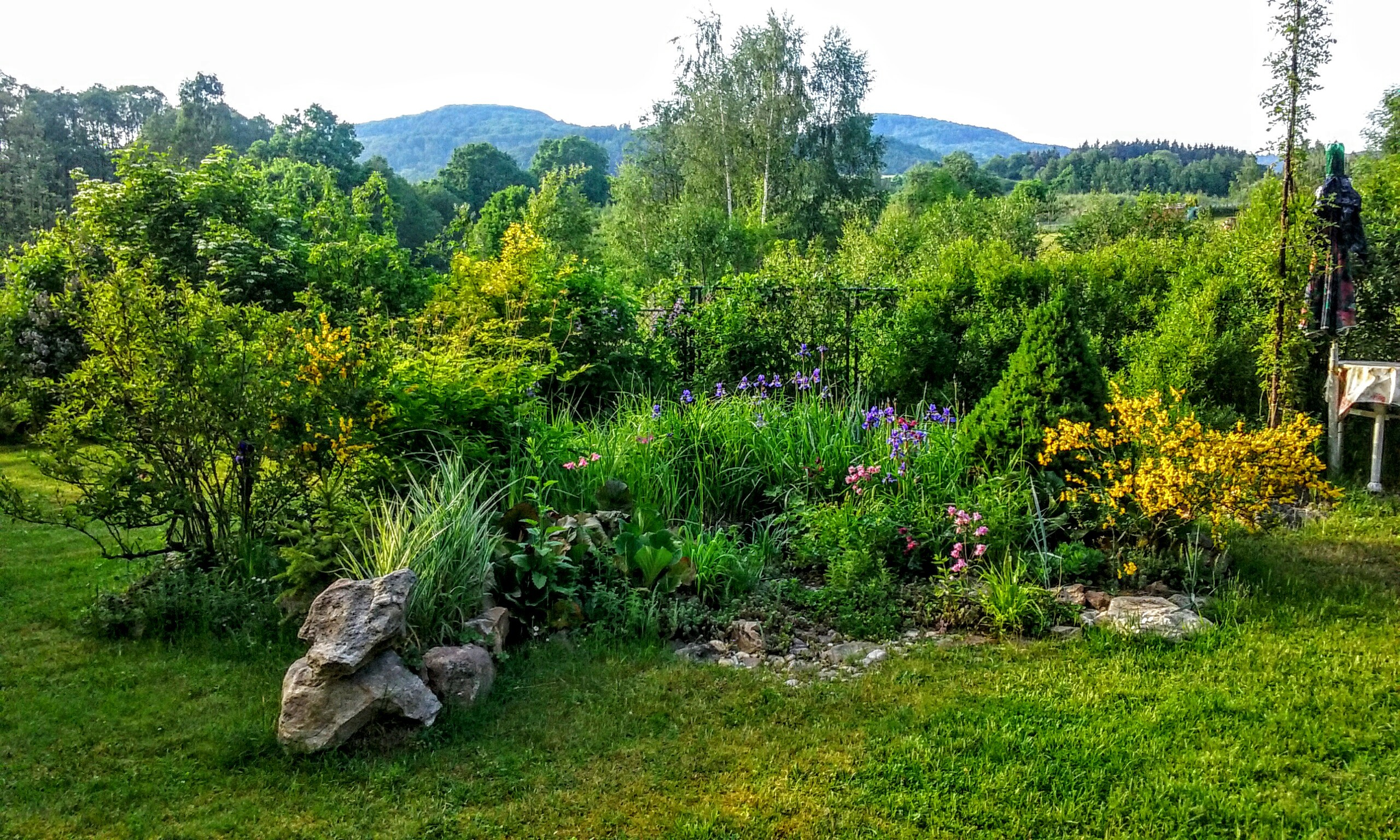
Horní Libchava, zahrádky v severní části obce směrem na Slunečnou

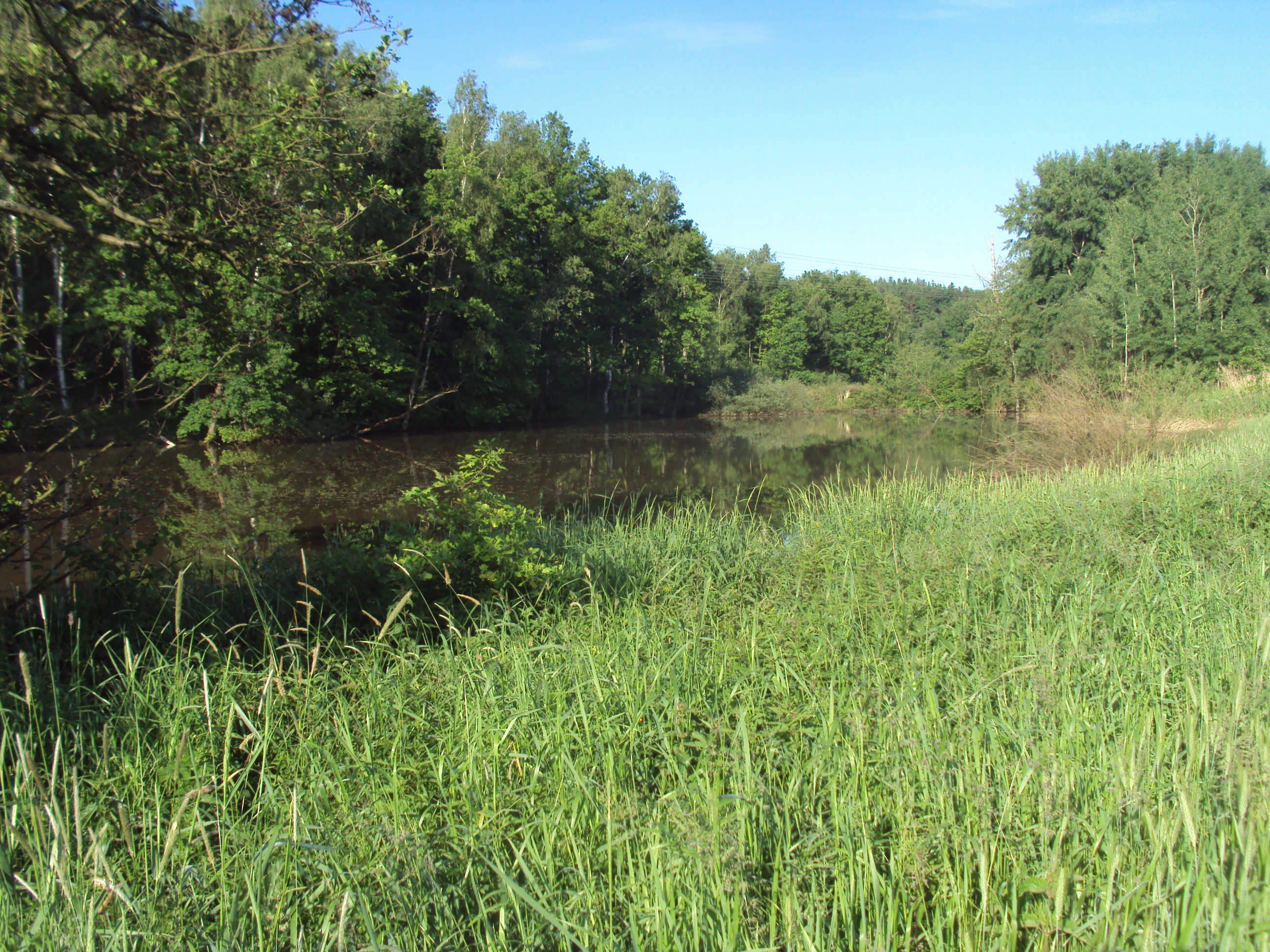
Jeden z Cihelenských rybníků, napájený Stružnickým potokem, levým přítokem potoka Šporka

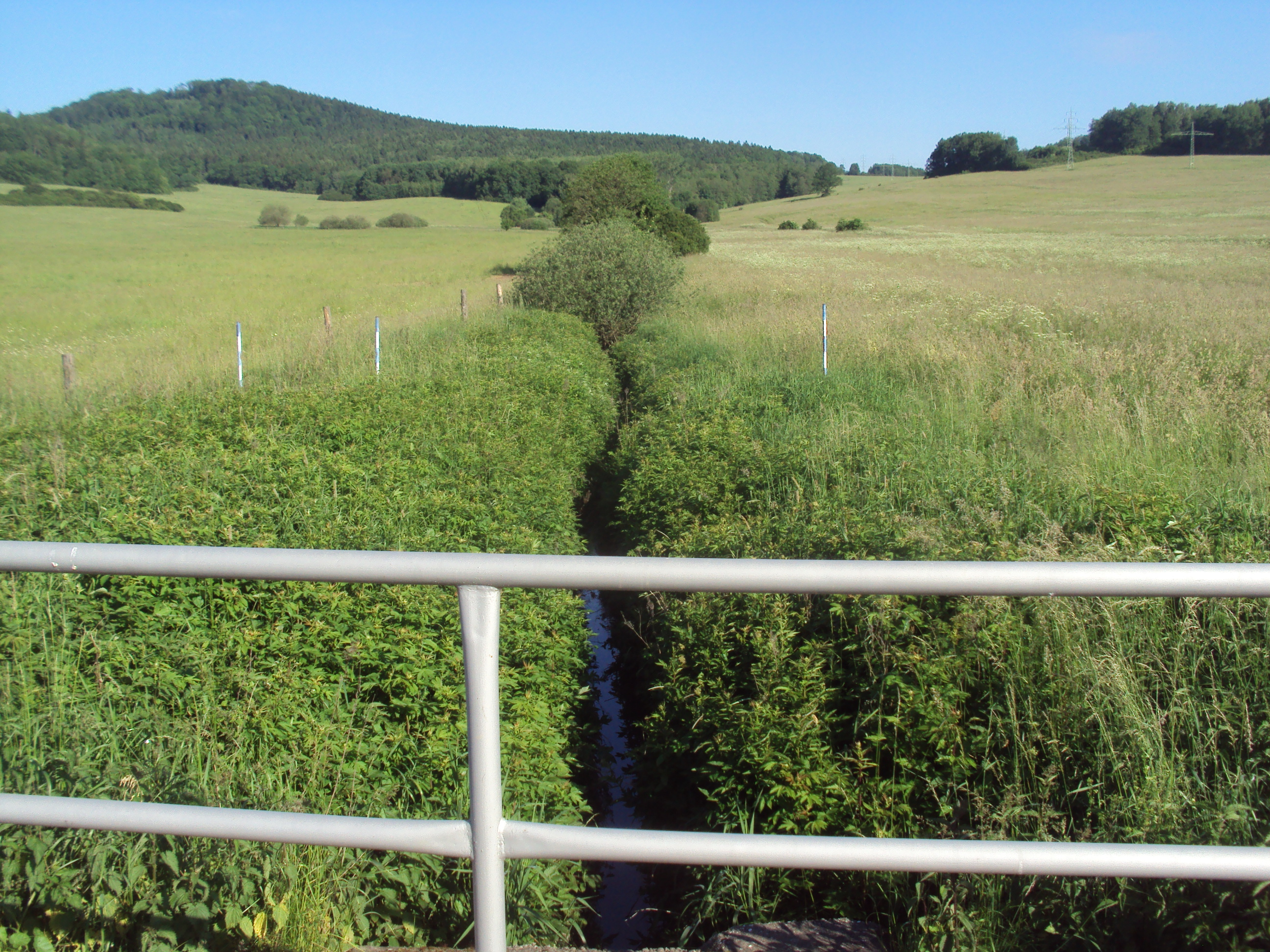
Stružnický potok nedaleko lokality Stružnické rybníky

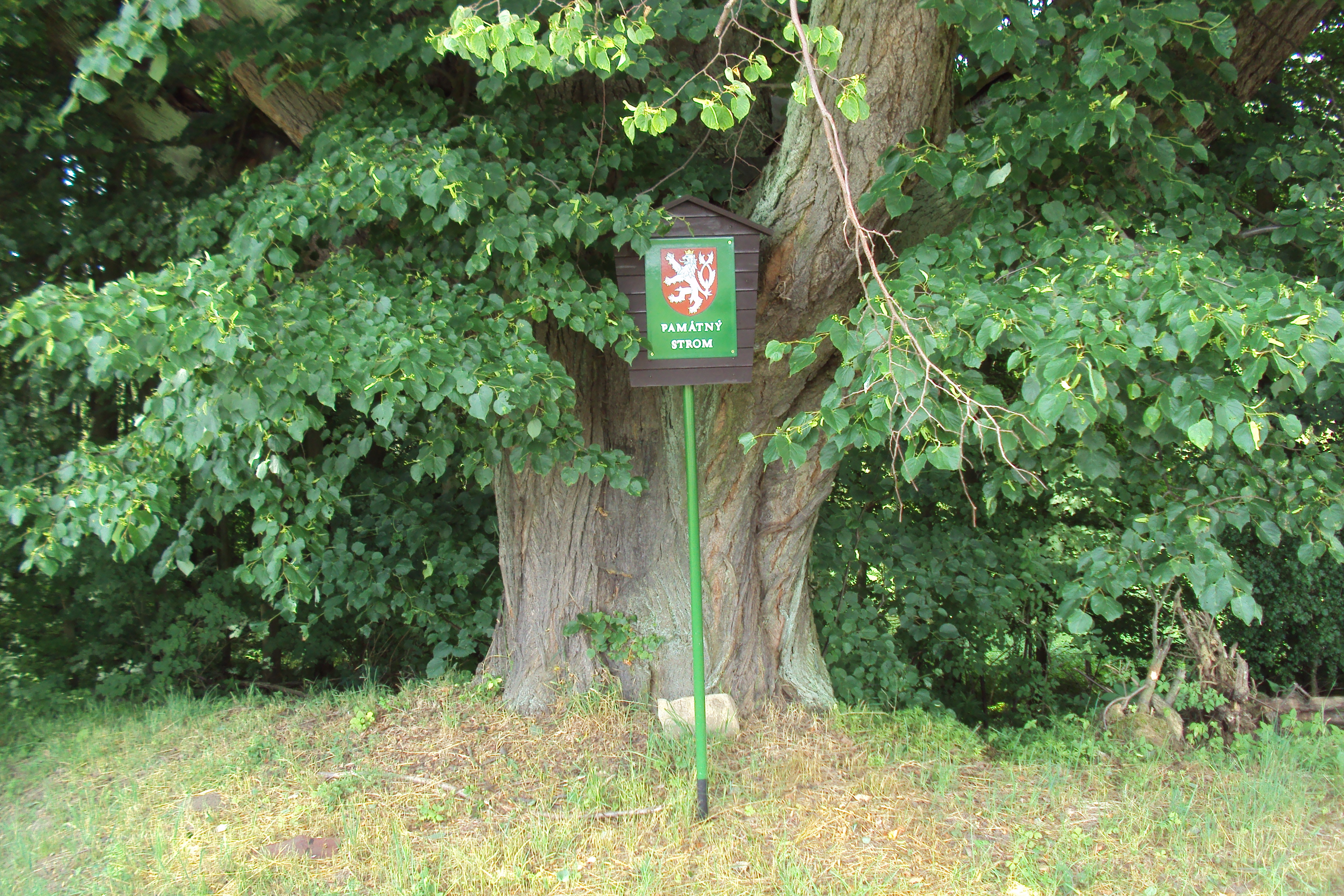
Památná lípa malolistá v k. ú. Horní Libchava u modré trasy ze Slunečné na Manušice

- Spar- und Darlehenskassenverein für die Gemeinden Oberliebich, Niederliebich, Manisch und Schaslowitz reg. Gen. m. b. H. in Oberliebich / Spořitelní a úvěrový spolek pro obce Horní Libchava, Dolní Libchava, Manušice a Častolovice obl. spol. s r. o. v Horní Libchavě[71]
- Lichtgenossenschaft Oberliebich reg. Gen. m. b. H. in Oberliehich / Osvětlovací družstvo obl. spol. s r. o. v Horní Libchavě[71]
- Genossenschaft der Gewerbetreibenden für Oberliebich und Umgehung / Družstvo živnostníků pro Horní Libchavu a okolí[71]
- Freiwillige Feuerwehr (FF) / Dobrovolní hasiči[71]
- Kameradschaftsverein gedienter Soldaten / Kamarádský spolek vysloužilých vojáků[71]
- Ortsgruppe des deutschen Kulturverbandes (DKV) / Místní skupina německého Kulturního svazu[71]
- Land- und forstwirtschaftliches Kasino / Zemědělské a lesnické kasino[71]
- Arbeiter-Gesang und Musitverein / Dělnický pěvecky a hudební spolek[71]
- Frauenverein / Ženský spolek[71]
- Ortsgruppe des Bundes der deutschen Landwirte (BdL) / Místní skupina Svazu německých zemědělců[71]
- Ortsgruppe der deutschen Landjugend der Tschechoslowakei / Místní skupina německé venkovské mládeže v Československu[71]
- Ortsgruppe Deutsche Fußballverband (DFV) / Místní skupina Německého fotbalového svazu - „SK Oberliebich” (též Deutscher Sportklub Oberliebich, od dubna 1938 pod Erziehungsverband der sudetendeutschen Volksgruppe)[86][87][88]
- Konsumverein „Vorwärts” / Konzumní spolek „Vpřed” německých sociálních demokratů se sídlem v České Lípě[71][89][90]
- Ortsgruppe Bund der Deutschen / Místní skupina Svazu Němců (zal. 20. března 1937 za účasti Maxe Kriegelstein von Sternfeld)[91]

#### Průmysl, obchod a řemesla
- Obchod se starým zbožím a hadry / Altwaren- und Hadernhändler (čp. 183, čp. 205, čp. 33, čp. 201)
- Prodej másla / Butterhändler (čp. 73)
- Pekař / Bäcker (čp. 60/po roce 1948 konzum, MNV, čp. 138, čp. 30)
- Mlékař / Milchhändler (mlékárna čp. 65/zbourána, prodej ze dvora čp. 114, prodej ze dvora čp. 40)
- Řezníci a uzenáři / Fleischer und Selcher (čp. 162/s hospodou, čp. 123/s hospodou)
- Prodej vajec / Eierhandel (čp. 79/statek)
- Včelař / Imker (čp. 144/s holičstvím, čp. 122/zbořeno)
- Obchod s ovocem a zeleninou / Obst- und Gemüsehandel (čp. 185)
- Obchod s jízdními koly a šicími stroji / Fahrräder- und Nähmaschinenhandel (čp. 48/mechanik, čp. 146)
- Hostince / Gasthäuser (čp. 78/zbořeno, čp. 200, čp. 162/s řeznictvím, čp. 15/po válce MNV, JZD, zbořeno, čp. 61/s divadelním sálem a tělocvičnou, čp. 123/s řeznictvím, čp. 76/zbořeno, čp. 2/„zur Insel Malta”)
- Porodní asistentka / Geburtsassistentin (čp. 35)
- Obchody se smíšeným zbožím / Gemischtwarenhandlungen (čp. 170/zbořeno, čp. 90, čp. 60/po válce pekárna, konzum, v patře MNV, čp. 41, čp. 208/Konzumní spolek „Vorwärts”, po roce 1945 konzum, nyní pošta)
- Obchod s ovsem, senem a slámou / Hafer-, Heu- und Strohhandel (čp. 71)
- Pánský krejčí / Herrenschneider (čp. 46/s trafikou, čp. 130)
- Obchod se střižním zbožím / Schnittwarenhandel (čp. 69)
- Obuvník / Schuhmacher (čp. 181/zbořeno JZD)
- Holič a kadeřník / Raseur uud Friseur (čp. 144/včelař)
- Kapelníci / Kapellmeister (dva na čp. 52)
- Trafikanti / Tabaktrafiken (čp. 90/obchod se smíšeným zbožím, čp. 46/krejčí, čp. 82, čp. 18, čp. 2/hostinec „zur Insel Malta”)
- Podkovářská a kolářská kovárna / Huf- und Wagenschmiede (čp. 13, čp. 59)
- Mechanik / Mechaniker (čp. 48/obchod s jízdními koly a šicími stroji)
- Elektrikář / Elektroinstallateur (čp. 49)
- Obchod s uhlím / Kohlenhändler (čp. 16)
- Zámečník / Schlosser (čp. 146)
- Obchod s mazivem / Schmierfetthandel (čp. 36)
- Kameník / Steinmetz (čp. 145)
- Truhláři / Tischler (čp. 40, čp. 146)
- Koláři / Wagner (čp. 9, čp. 61/hostinec)[71]

### Třetí říše – župa Sudety
Ve dnech 1. – 10. října 1938 probíhalo odstoupení pohraničních oblastí. Dne 9. října opouštělo české vojsko pohraniční obce a směrem od Nového Boru přes Skalici a Manušice do obce dorazila první jednotka wehrmachtu. První týden po odstoupení pohraničních území fungovala v obci vojenská správa. Od 10. října 1938 byl zahájen železniční a poštovní provoz. U příležitosti dodatečných voleb v Sudetech prolétala nad krajem 4. prosince 1938 vzducholoď „Graf Zeppelin“.
Po vyhlášení zákona „O rozdělení sudetoněmeckých území“ (Gesetz über die Gliederung der sudetendeutschen Gebiete) se stala obec Horní Libchava 15. dubna 1939 součástí říšské župy Sudety (Reichsgau Sudetenland), ležící ve správním obvodu Ústí nad Labem (Regierungsbezirk Aussig an der Elbe) a venkovském okrese Česká Lípa (Landkreis Böhmisch Leipa). Všechny dosavadní spolky se staly součástí NSDAP, dobrovolní hasiči součástí Technické pomocné policie (Technische Hilfspolizeitruppen).
Počátkem roku 1939 převzala zbytkový statek Severočeské stromovky saská osidlovací společnost Sächsische Bauernsiedlung GmbH se sídlem v Drážďanech. V lednu 1940 zahájila výuku dvouletá odborná rolnická škola (Landwirtschaftliche Berufsschule) ve Volfarticích pro školní okrsek: Volfartice, Horní Libchava, Manušice, Nová Ves a Radeč. Škola byla určená pro chlapce a dívky ze zemědělství ve věku od 14 do 16 let. S postupující frontou a bombardováním spojeneckých vojsk stoupl v obci počet obyvatelstva z Berlína a Staré říše (Altreich). Na katastru obce se nacházela při silnici do Stružnice střelnice wehrmachtu a vedle zámeckého areálu polní letiště.
V létě 1944 vyhlásil Joseph Goebbels vedení totální války a nasazení pro všechny státní úředníky, včetně Říšských drah (Reichsbahn) a Říšské pošty (Reichspost), pro všechny úředníky veřejných institucí, zařízení a podniků. V lednu 1945 přicházeli uprchlíci ze Slezska. Dne 10. května 1945 do obce dorazila Rudá armáda a další ozbrojené formace. Následovaly domovní prohlídky, znásilňování žen a drancování.

### Československá socialistická republika
Obec Horní Libchava po druhé světové válce spadala do obnoveného soudního okresu Česká Lípa (36 obcí a 9 osad). Místní správní komise byla v obci zřízena souběžně s prvními přicházejícími osídlenci a do podzimu 1945 nahrazena Místním národním výborem. Místní národní výbor fungoval v obci až do konce roku 1980 (viz Dějiny Horní Libchavy 1945–1989).
Od 1. ledna 1949 přestal existovat českolipský okres dosud tvořený soudními okresy Česká Lípa, Mimoň a Nový Bor. Horní Libchava se stala v novém politickém okrese Česká Lípa součástí Libereckého kraje. Od roku 1960 se nacházela v nově vzniklém Severočeském kraji s nově definovaným okresem Česká Lípa, ke kterému byla připojena i severní část dosavadního okresu Doksy, velká část okresu Nový Bor, město Kamenický Šenov a okolí, jihozápadní část okresu Liberec a okraj východní části okresu Litoměřice. Od 1. ledna 1981 do 23. listopadu 1990 se obec stala součástí města Česká Lípa.

## Obyvatelstvo
Po vzniku Československé republiky přibyl v německých obcích na Českolipsku český správní aparát a na statcích zakoupených českými podnikateli čeští zemědělští dělníci, což byl případ i Horní Libchavy. Vedle velkostatku Josefa Vraného se zemědělstvím zabývalo několik hospodářských dvorů. Většina obyvatelstva v obcích na sever od Ploučnice nacházela obživu ve sklářské oblasti, ve velkých hutích nebo v domácích dílnách na malování a rytí skla. V obci pak několik živnostníků zajišťovalo pro běžný život potřebná řemesla a služby.
Československé parlamentní volby 1946 přinesly v Horní Libchavě tyto výsledky: volilo 328 občanů, 255 hlasů obdržela KSČ, 4 ČSL (lidovci), 4 ČSSD (sociální demokraté), 64 ČSNS (národní socialisté), odevzdáno bylo 11 bílých lístků a žádný hlas nebyl neplatný.
| Rok  | Počet obyvatel celkem | Němců / Čechů | Počet obytných domů |
| 1840 | 1 124                 | -             | 189                 |
| 1880 | 1 041                 | 1 041 N       | 196                 |
| 1905 | 934                   | 934 N         | 194                 |
| 1907 | 1 000                 | 1 000 N       | -                   |
| 1921 | 975                   | 967 N / 7 Č   | -                   |
| 1928 | 975                   | 962 N / 13 Č  | -                   |
| 1935 | 1 047                 | 973 N / 69 Č  | 211                 |
| 1939 | 1 047                 | -             | 211                 |
| 1947 | 658                   | -             | -                   |
| 1950 | 639                   | -             | -                   |
| 1991 | 320                   | -             | 109                 |

Při sčítání lidu v roce 2001 žilo v obci 332 obyvatel, z toho 314 české národnosti, 7 slovenské národnosti, 1 polské národnosti, 4 německé národnosti, 3 ostatní národnosti a 3 nezjištěné národnosti, přičemž 262 obyvatel bez náboženského vyznání, 32 Římskokatolické církve, 1 Církve československé husitské, 1 Svědkové Jehovovi a u 34 obyvatel nebylo náboženské vyznání zjištěno. K roku 2011 v Horní Libchavě žilo 672 obyvatel, z toho 472 obyvatel české národnosti, 8 osob slovenské národnosti, 1 osoba maďarské národnosti, 1 osoba německé národnosti a 190 obyvatel národnost neuvedlo, 50 osob se hlásilo k Římskokatolické církvi, zbytek obyvatel náboženské vyznání neuvedl nebo se k žádnému nehlásil.

## Samospráva a veřejná správa
Obec Horní Libchava je členěna na 1 katastrální území, 1 část obce a 1 sídelní jednotku. Obecní úřad Horní Libchava, který tvoří starosta, místostarosta a účetní, se nachází na čp. 60. Obecní zastupitelstvo je pětičlenné. Stavební, matriční a živnostenský úřad sídlí na Městském úřadě v České Lípě. V okresním městě se nalézá též územní pracoviště finančního, hygienického a katastrálního úřadu, dále Okresní správa sociálního zabezpečení (OSSZ), Úřad práce, Okresní soud a státní zastupitelství. Budova Obecního úřadu se nachází na čp. 60 v prvním patře, přízemí budovy pronajímá obchodu s potravinami. Obec Horní Libchava vlastní několik nemovitostí, lesů a pozemků. Lesní hospodářský plán (LHP) pro obecní lesy zpracovává firma EKOLES-PROJEKT s.r.o. se sídlem v Jablonci nad Nisou.
Pomístní názvy: Na střelnici, V močálech, Jílový vršek, Pod Slunečnou, U Soušky, Souška, V Soušce, U rybníků.

## Hospodářství
Tradičním živnostem a řemeslu se v obci věnuje: firma „Střechy Šanda a syn s.r.o.” na čp. 23 (tesařské, pokrývačské a klempířské práce Petr Šanda), firma „Stanislav Charvát” na čp. 246 (pokrývačství), firma „Novák Zbyněk” na čp. 26 (elektroinstalační práce), zámečnictví František Hendrych na čp. 80, dřevařství firma „Beneš Antonín” na čp. 21 (Antonín Beneš, výkup a prodej dřeva, zpracování dřeva, kácení stromů a lesnictví), dále pak firma „Koloniál Zdena” na čp. 21 (Zdena Honová, obchůdek s potravinami a smíšeným zbožím. Zemědělství se nevěnuje žádný obyvatel, další živnostníci se zaměřují na oblast služeb. Při silnici na Stružnici se nachází pražská firma VEJCE CZ s.r.o., fotovoltaická elektrárna FVE Horní Libchava 1, s.r.o. v majetku firmy Pinart system s.r.o.,
na čp. 156 LIPEX PLUS spol. s.r.o. se sídlem v Kvítkově,, na čp. 143 EPOS CL s.r.o. se sídlem ve Volfarticích a na čp. 142 firma „SKLOJAS” (Jiří Kysela, výroba - ručně foukané a dekorované sklo, křišťálové sklo, stolní sklo různých barev, skleněné komponenty a lustry).

## Doprava a služby
Dodávka elektrické energie je v obci zajišťována z kmenové linky Dubice – Česká Kamenice, z které je vyvedena odbočka na Nový Bor a z ní je v obci napájeno celkem 5 trafostanic. Pitnou vodou je zásobena ze skupinového vodovodu z České Lípy. Kanalizační systém sestává z pěti čerpacích stanic, odvádějící odpadní vody do ČOV v České Lípě. Obec není plynofikována. Obcí prochází silnice II/263, která propojuje silnice I/13 a I/9. Hromadná doprava osob je zajišťována autobusovou dopravou: autobusová linka MHD Česká Lípa č. 206 (Česká Lípa-Hypernova – Častolovice – Restaurace Slovanka – Česká Lípa-nádraží ČD) a meziměstská linka ČSAD Semily Česká Lípa - Kamenický Šenov - Česká Kamenice nebo Nový Bor. Základní škola, Mateřská škola a školní družina se nachází v jedné budově na čp. 196.

## Společnost

### Spolky a kultura
Tělovýchovná jednota Horní Libchava z. s. využívá pronajatý obecní areál fotbalového hřiště (11 919 m²). Od 10. prosince 2016 je jeho předsedou Václav Erben. Fotbalový klub má 1 tým dospělých mužů, který hraje fotbalovou soutěž A2B 3. třída (Česká Lípa), což je 9. nejvyšší úroveň fotbalových soutěží v ČR, dále u klubu působí dětské týmy (mladší přípravka, starší přípravka, mladší žáci, starší žáci). Tělocvična a dětské hřiště se nachází v areálu školy.
SDH Horní Libchava navazuje na tradici místních německých dobrovolných hasičů, od jejichž založení uplynulo v roce 2014 140 let, a na tradici v roce 1953 vzniklého Československého svazu požární ochrany (ČSPO). V obci se nachází jedna hasičská zbrojnice. Obec každoročně pořádá: „Dětský den”, „Libchavského siláka“, „Libchavské grilování”, „Rozsvícení vánočního stromku”, jednou za dva roky „Ples školy“ a taneční zábavu „Retro music”.
V roce 2001 bylo založeno občanské sdružení Jakub na záchranu kostela sv. Jakuba Většího v Horní Libchavě před úplnou devastací a zánikem. Kostel si občanské sdružení zapůjčilo od římskokatolické církve na 40 let a z jejich popudu a četných aktivit se jim podařilo vrátit památku zpět do centra dění místní komunity. Sdružení pořádá v kostele koncerty vážné hudby a „Libchavský Hudební PODZIM”. V roce 2017 se sdružení přejmenovalo na Spolek Jakuba Většího HL.

### Turistika a rybaření
Ubytování ve dvou apartmánech se zahradou a vlastním parkováním nabízí na bývalé faře čp. 62 manželé Pröllerovi. Miroslav Pröller je předsedou spolku Drobné památky severních Čech. Stravování a ubytování pan Jiří Nikl v „Hostinci Libchava” na čp. 61, zmrzlinové občerstvení v letních měsících Blanka Špádová Doulíková (Ice Drive) na čp. 2, prodej potravin paní Zdena Honová na čp. 21 v „Kolonialu Zdena” či pan Ahmad Saleh (NENIVE s.r.o) na čp. 70.
Přes Horní Libchavu vedou dvě pěší turistické trasy:
- modrá č. 1673: Česká Lípa – Horní Libchava - Manušice – Slunečná – Kamenický Šenov – Nový Bor
- žlutá spojovací: Česká Lípa – Dolní Libchava – Horní Libchava – Manušice – Skalice u České Lípy – Nový Bor

Po zrušeném úseku železniční trati mezi Českou Lípou a Kamenickým Šenovem vede cyklostezka Varhany. Obcí prochází též cyklotrasa:
- modrá č. 211: Rožany – Šluknov – Staré Křečany – Krásná Lípa – Rybniště – Horní Chřibská – Krásné Pole – Kytlice – Jedličná – Polevsko – Prácheň – Kamenický Šenov – Slunečná – Horní Libchava – Stružnice – Kozly – Holany – Loubí – Dubá – Tubož – Ráj
- zelená č. 3054: Provodín – Veselí – Brennský mlýn – Vítkov – Česká Lípa – Horní Libchava – Manušice – Skalice – Okrouhlá – Nový Bor – Polevsko – Jedličná – Svor – U Antonína – Nová Huť

Sportovní rybolov provádí na rybářských revírech Šporky a potoka Libchavy (Revír č. 443 028, Libchava – Šporka 1) Český rybářský svaz, Místní organizace Česká Lípa, která taktéž hospodaří na Ptačím rybníku, jež je ve vlastnictví Suverénního řádu Maltézských rytířů - České velkopřevorství. Na Cihelenských rybnících a Manušických rybnících ve vlastnictví Státního pozemkového úřadu hospodaří Rybářství Doksy. Vlastníci nebo spoluvlastníci honebních pozemků jsou sdruženi za účelem lovu a odchytu divokých zvířat pod „Honebním společenstvem Horní Libchava”, v zařízení „Mysliveckého spolku Horní Libchava“ se sídlem v Manušicích na čp. 46.
Sportovní rybolov je možné provozovat na potoku Libchava, ten se u zámeckého areálu stéká s říčkou Šporka. Severočeský pstruhový revír „Libchava-Šporka 1” vede po Šporce od železničního mostu tratě Děčín - Česká Lípa až k pramenům. Lov je zakázán na chovném úseku, který začíná ve Skalici (12,6 ř. km) od jezu u čp. 22 až k pramenům. Pstruhový revír na potoku Libchava vede od soutoku se Šporkou až k pramenům. Chovný úsek se zákazem lovu začíná u jezu v Horní Libchavě pod odbočkou na Slunečnou až k pramenům.

## Pamětihodnosti
Katastru obce se dotýká CHKO České středohoří, přímo v katastru se nalézají přírodní památky Cihelenské rybníky a Manušické rybníky, nedaleko v katastru obce Stružnice památka evropského významu Stružnické rybníky a několik památných stromů: za budovou bývalé školy čp. 72 památný trnovník, východně od obce při cestě k Prostřednímu manušickému rybníku památný dub (50°42′35″ s. š., 14°30′34″ v. d.), severně od obce při turisticky značené cestě ze Slunečné do Manušic památná lípa.
- Pozůstatky hradu Klinštejn
- Renesanční zámek Horní Libchava, vystavěný v letech 1574–1593
- Kostel svatého Jakuba Staršího, barokní přestavba z roku 1736
- Barokní fara Řádu maltézských rytířů[135][136]
- Mariánský sloup z roku 1701, socha P. Marie na korintském sloupu,[137] zrestaurován v roce 1882[21] a v letech 2016–2017
- Barokní socha sv. Jana Nepomuckého z roku 1825
- Památník obětem 1. světové války, torzo
- Kříž u silnice ze Stružnice do Horní Libchavy s nápisem „ERRICHTET DURCH ? u. THERESIA ? AUS OBERLIEBICH 1865”. Restaurován občanským sdružením Drobné památky severních Čech v roce 2007[138]

## Osobnosti
- Joseph Scheiner a Franz Scheiner[139][140]
- Franz Rochelt[141]
- Emil Rochelt[21]
- Eduard Herrmann[142]
- Josef Münzberger[143]
- Johanna Leitenberger[21]
- Franz Brix[21]
- Otto Henke[144]
- Wolfgang Hackel[145]